# Всесоюзный ленинский коммунистический союз молодёжи
Всесою́зный ле́нинский коммунисти́ческий сою́з молодёжи (ВЛКСМ) или комсомо́л (сокращение от коммунисти́ческий сою́з молодёжи) — молодёжная организация Коммунистической партии Советского Союза.
Был создан союз как Российский коммунистический союз молодёжи (РКСМ) 29 октября 1918 года; в 1924 году РКСМ было присвоено имя В. И. Ленина — Российский ленинский коммунистический союз молодёжи (РЛКСМ). 22 марта 1926 года Решением VII съезда комсомола, в связи с образованием в 1922 году СССР, РЛКСМ был переименован во Всесоюзный ленинский коммунистический союз молодёжи (ВЛКСМ).
В 1977 году в комсомоле состояло свыше 36 миллионов граждан СССР в возрасте 14—28 лет.
В постсоветской России идейными правопреемниками ВЛКСМ называют себя Российский коммунистический союз молодёжи (РКСМ), Революционный коммунистический союз молодёжи (РКСМ(б)), Ленинский коммунистический союз молодёжи Российской Федерации (ЛКСМ РФ), Всероссийский Ленинский коммунистический союз молодёжи и другие организации.

## История ВЛКСМ

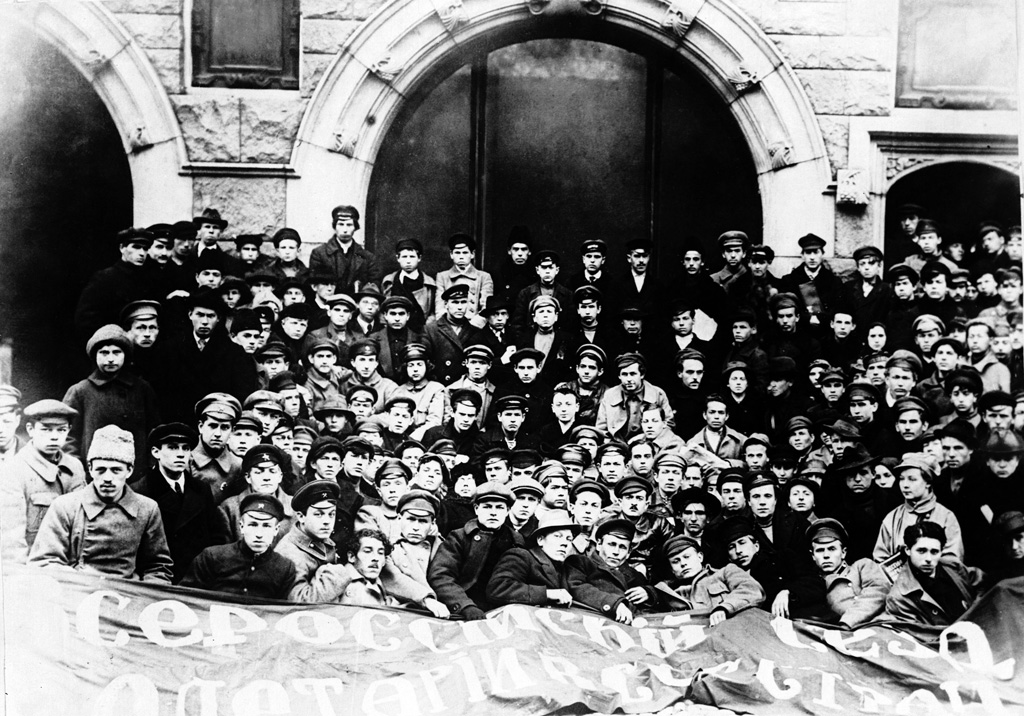
Делегаты I Всероссийского съезда союзов рабочей и крестьянской молодёжи,
октябрь 1918 года

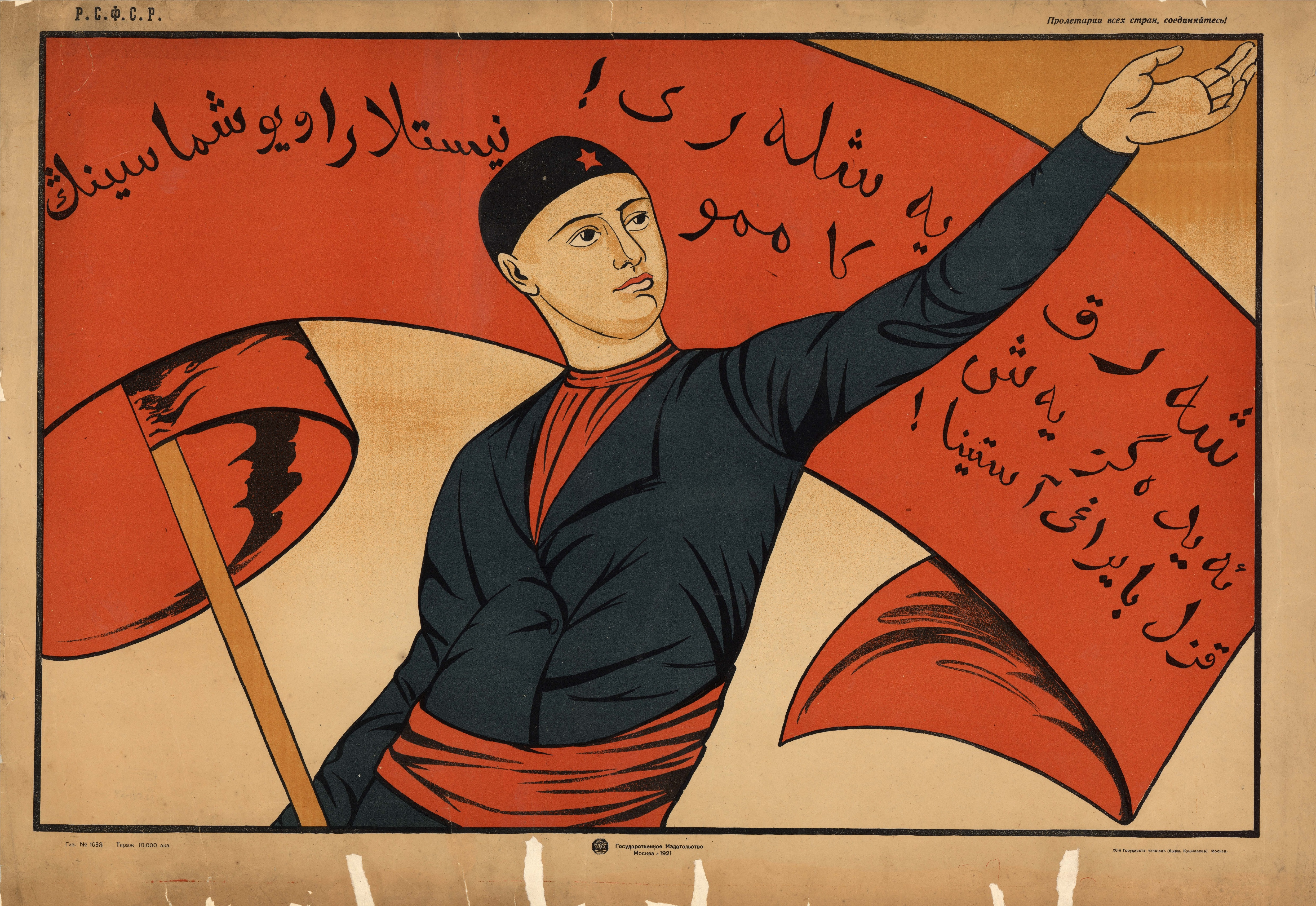
Плакат «Молодёжь Востока! Становитесь под красное знамя организации молодых коммунистов», 1921 год

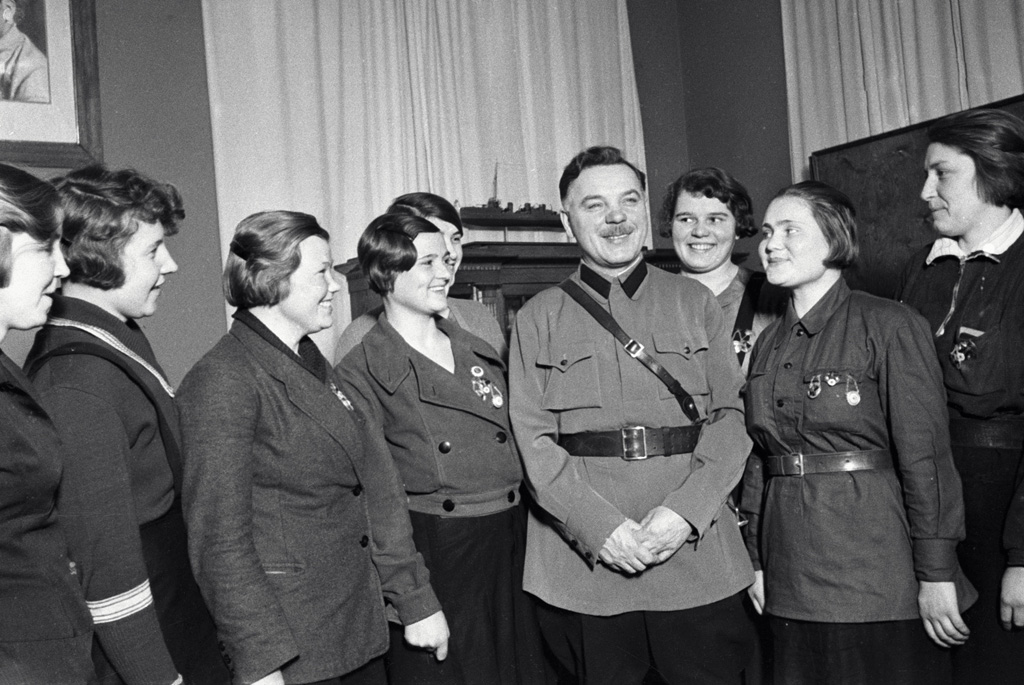
Нарком обороны СССР К. Е. Ворошилов встречается с комсомолками, награждёнными почётным знаком «Ворошиловский стрелок»,
1 ноября 1935 года

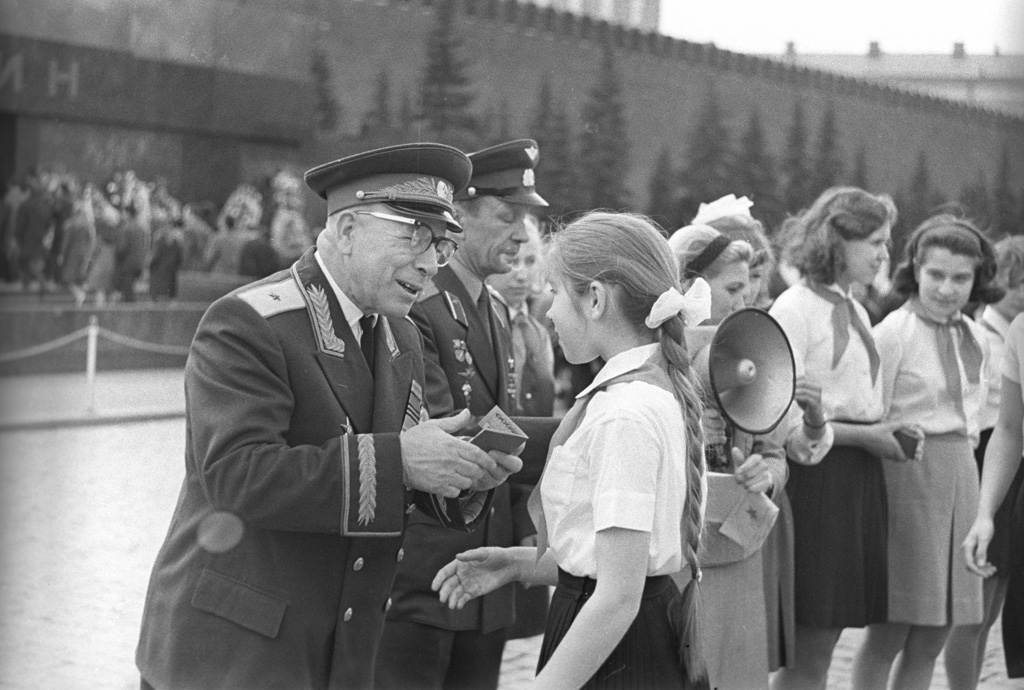
Приём пионеров в комсомол на Красной площади в Москве, 19 мая 1968 года

Февральская революция 1917 года способствовала увеличению общественно-политической активности молодёжи. Начали появляться молодёжные организации рабочих «Труд и свет» и другие, члены которых ориентировались на социалистические партии.
Весной 1917 года активистами Путиловского завода Петрограда была создана в Петергофском районе города организация пролетарского юношества под названием «Социалистический союз рабочей молодёжи».
В июне 1917 года представители пролетарской молодёжи Нарвского и Петергофского районов Петрограда на конференции представителей рабочей молодёжи создали большевистски настроенный «Союз социалистической молодёжи».
Также в июне 1917 года при Московском комитете РСДРП(б) организован Союз молодёжи.
В июле 1917 года в Замоскворецком районе г. Москвы организован Союз молодёжи «III Интернационал».
18 августа 1917 года при Нарвском районном комитете РСДРП(б) Петрограда была созвана конференция рабочей молодёжи, на которой произошло слияние всех молодёжных организаций города и был создан «Социалистический союз рабочей молодёжи Петрограда».
В октябре 1917 года в Москве прошло организационное объединение Союза молодёжи при МК РСДРП(б) и Союза молодёжи «III Интернационал».
В октябре 1917 года в Москве вышел первый номер печатного органа коммунистической молодёжи — журнала «Интернационал Молодёжи», а в ноябре 1917 года в Петрограде — первый номер журнала «Юный Пролетарий».
Появление в различных городах молодёжных большевистских организаций вызвало необходимость создания общероссийской структуры — Российского коммунистического союза молодёжи (РКСМ). В основу деятельности РКСМ были положены в том числе идеи Н. К. Крупской, которая высказывалась в июне 1917 о необходимости работы с молодёжью, разработке устава организации.

### Создание РКСМ
29 октября — 4 ноября 1918 года прошёл I Всероссийский съезд союзов рабочей и крестьянской молодёжи, на котором было провозглашено создание РКСМ.
В декабре 1918 года вышел первый номер журнала «Юный коммунист» центрального печатного органа РКСМ.
5—8 октября 1919 года в Петрограде прошёл II Всероссийский съезд, на котором с приветственными речами выступили Л. Д. Троцкий, А. М. Коллонтай и др.
На III съезде комсомола, который проходил 2-10 октября 1920 года, выступил В. И. Ленин с речью «Задачи союзов молодёжи», ставшей основным документом идеологической работы с молодёжью в Советском Союзе.
В первой половине 1921 года по всей стране было организовано чествование молодых Героев Труда. Передовики заносились на красные доски Почёта, награждались ценными подарками, грамотами, значками. Первые комсомольские значки, которые свидетельствовали о принадлежности к Российскому коммунистическому союзу молодёжи, были своеобразной наградой для лучших и выдавались не всем, так как тиражи значков были небольшими. Один из первых комсомольских значков представлял собой флажок со звездой и четырьмя буквами «Р. К. С. М.».

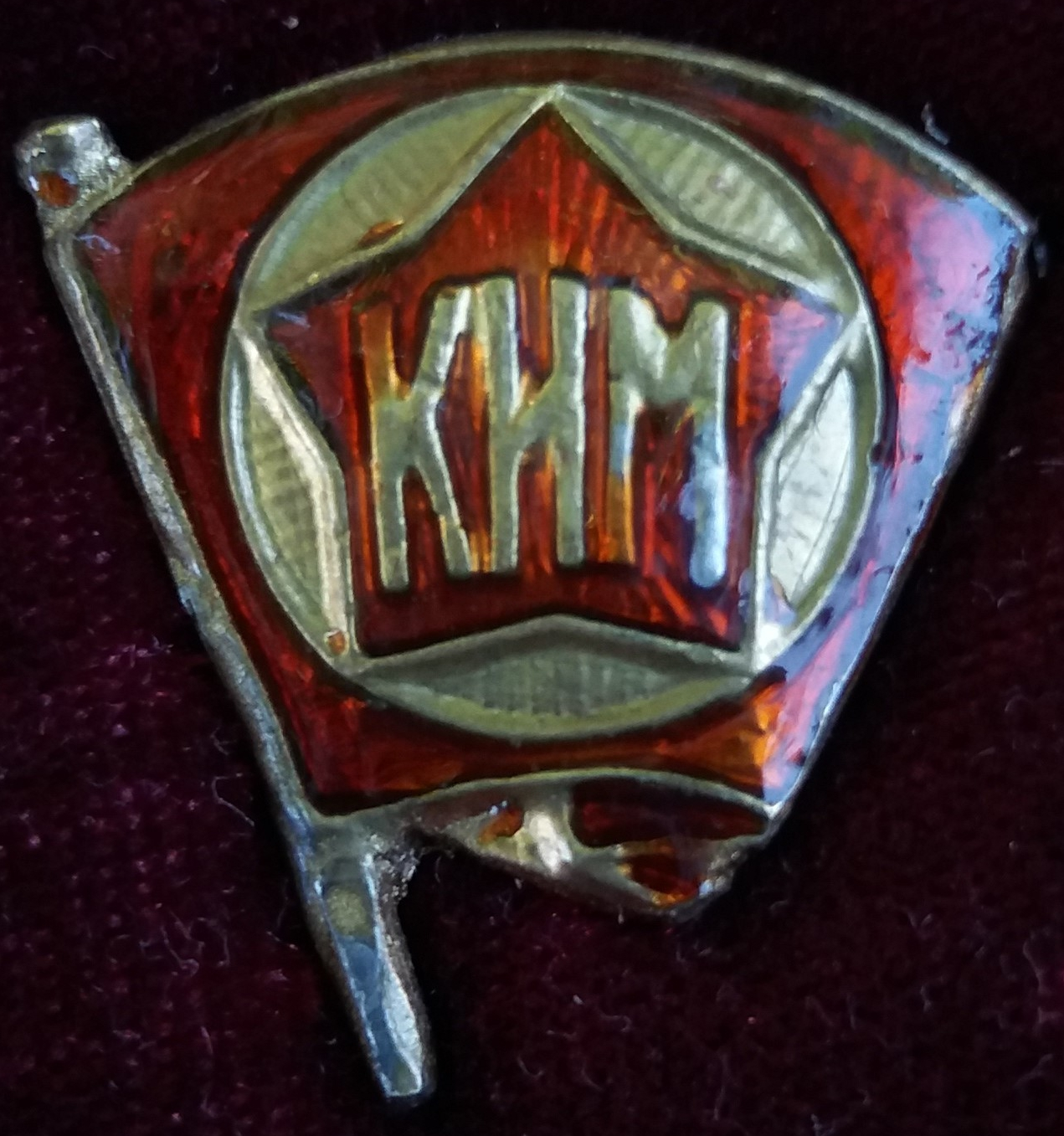
Значок — КИМ (ВЛКСМ) (1922—1945)

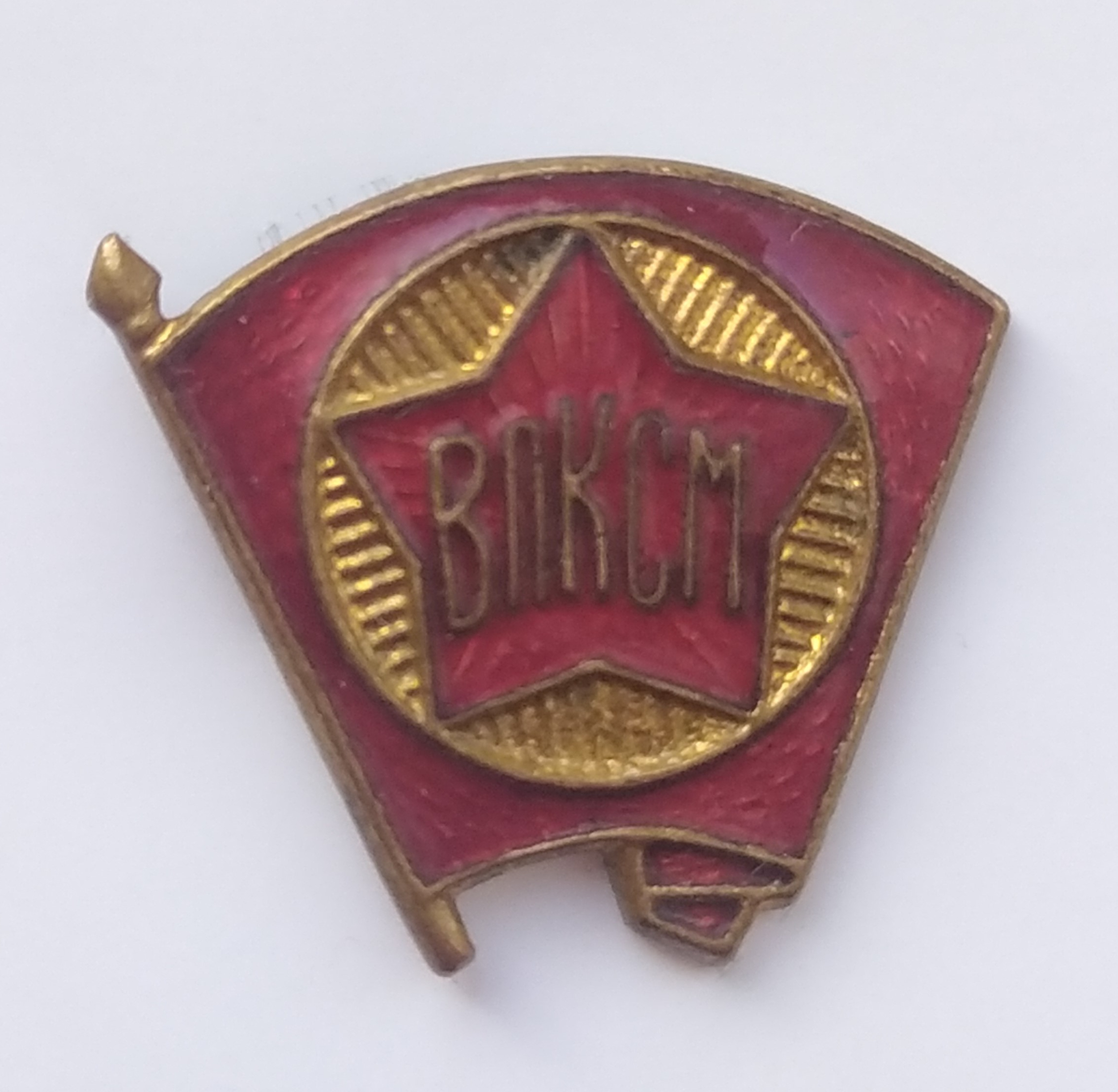
Значок ВЛКСМ (1945—1958)

В этом же году начала издаваться газета «Красная молодёжь».
V съезд комсомола, состоявшийся в октябре 1922 года, утвердил единый значок: на флажке в центре звезды располагалось три буквы — КИМ (Коммунистический интернационал молодёжи), надпись ВЛКСМ была утверждена Центральным комитетом и появилась на значках только в 1947 году, а свой окончательный вид значки ВЛКСМ (с профилем В. И. Ленина) приобрели только в 1956 году.
Инициатором создания и основным идеологом комсомольской организации стал В. И. Ленин. «Задачи Союзов молодёжи», зачитанные им на III Всероссийском съезде комсомола в октябре 1920 года, стали основополагающим идейным документом ВЛКСМ на долгие годы.
По словам личного секретаря Сталина в 1920-х годах Бориса Бажанова, бежавшего в январе 1928 года из России в Персию, основателем комсомола был Лазарь Шацкин:

Это он придумал комсомол и был его создателем и организатором. Сначала он был первым секретарем ЦК комсомола, но потом, копируя Ленина, который официально не возглавлял партию, Шацкин, скрываясь за кулисами руководства комсомола, ряд лет им бессменно руководил со своим лейтенантом Тархановым.
Очень скоро комсомол остался единственной в РСФСР, а затем и в СССР политической молодёжной организацией. Через структуру этой организации осуществлялось идеологическое воспитание молодёжи, и реализовывались политические и социальные проекты. ВЛКСМ позиционировался как «помощник и резерв» КПСС. Под руководством комсомола в 1922 году была создана детская политическая организация: Всероссийская, а позже — Всесоюзная пионерская организация имени В. И. Ленина. Одним из основных инициаторов создания пионерии стал Н. П. Чаплин, первый секретарь ЦК ВЛКСМ (1924—1928).

### Репрессии 1937—1939 годов
Во время массовых репрессий 1937—1938 годов были арестованы и расстреляны многие основатели и бывшие руководители РКСМ/ВЛКСМ: О. Л. Рывкин, Л. А. Шацкин, Е. В. Цейтлин и другие. Первый секретарь ЦК ВЛКСМ (1928—1929) Александр Мильчаков, единственный уцелевший из первых секретарей ЦК ВЛКСМ и проведший 16 лет в сталинских лагерях, вспоминал:

Л. Каганович однажды завёл такой разговор: «Перечислите мне всех первых секретарей ЦК комсомола, где они?» Я сказал: «Раз вы спрашиваете, стало быть, знаете, где они». Последовал перечень фамилий, оказалось, что все они арестованы — Рывкин, Шацкин, Цейтлин, Смородин, Чаплин…
В 1939 был расстрелян А. В. Косарев, занимавший пост первого секретаря ЦК ВЛКСМ в 1929—1938.

### ВЛКСМ в последние предвоенные годы (1939—1941 годы)
Убыль от репрессий ВЛКСМ была восполнена за счёт дополнительного набора молодёжи, причём вновь принимаемых часто не подвергали столь тщательной проверке, как до Большого террора. Кроме того, в 1939—1940 годах численность ВЛКСМ существенно выросла за счёт набора молодёжи на новых территориях СССР: Западной Белоруссии, Бессарабии, Западной Украины, Северной Буковины, Прибалтики. Если в 1938 году в ВЛКСМ было 4 375 604 человека, то в 1941 году — 10 387 852 человека. То есть за три года численность ВЛКСМ выросла более, чем вдвое. Одновременно приняли меры к экономии за счёт резкого сокращения числа «освобождённых» (то есть оплачиваемых) комсомольских руководителей. Весной 1940 года ЦК ВЛКСМ сократил число профессиональных комсомольских организаторов на 59 %, преимущественно упразднив оплачиваемые должности в местных и районных комсомольских организациях.

### ВЛКСМ в военные годы (1941—1945 годы)

Юра Жданко, сын полка, в 11 лет — досрочно, редчайший случай, принят в комсомол, комсомольский билет № 17445064 выдан в декабре 1942 г.

### Смена политических ориентиров

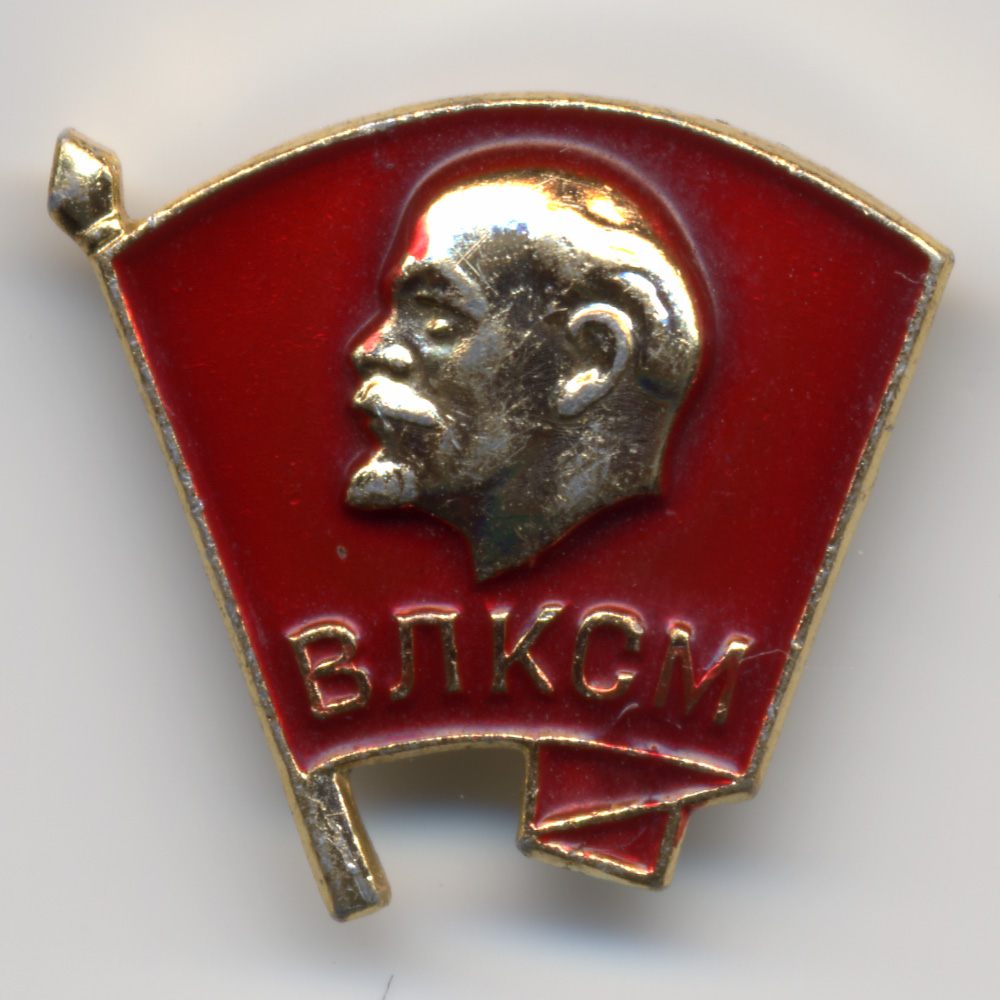
Нагрудный членский значок ВЛКСМ (утверждён в августе 1958 г.)

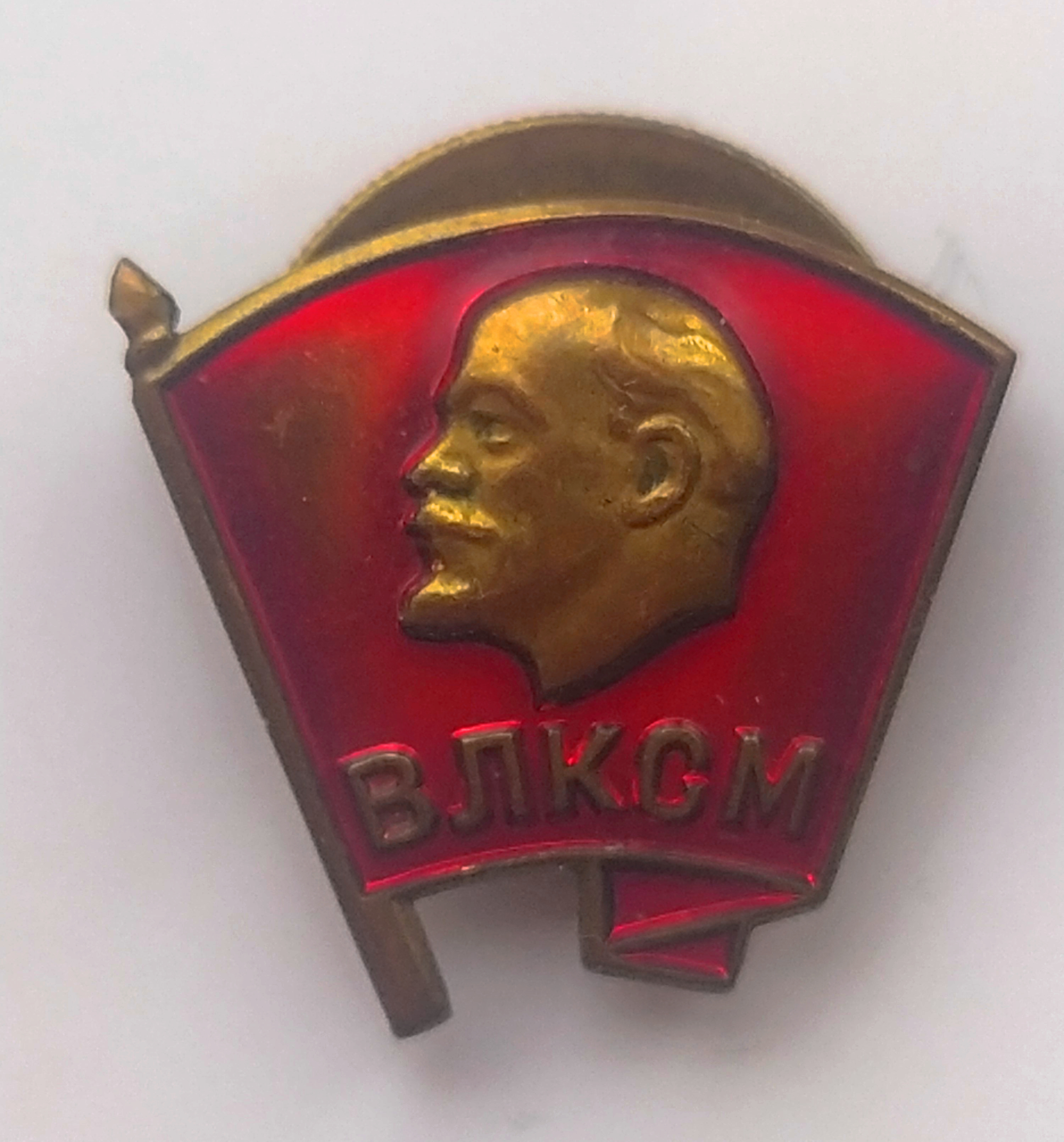
Нагрудный значок ВЛКСМ (военный)

С избранием в марте 1985 году Михаила Горбачёва генеральным секретарём (лидером) ЦК КПСС был провозглашён курс на перестройку, демократические реформы. Первым секретарём ЦК ВЛКСМ избран Виктор Мироненко. Внутри комсомола началось перестроечное движение, рядовые комсомольцы начали все более открыто высказываться о необходимости реформирования комсомола. ВЛКСМ отказался от идеологии марксизма-ленинизма, взяв курс на демократический социализм.
В 1986 году ЦК КПСС поддержал предложения ЦК ВЛКСМ о создании системы научно-технического творчества молодёжи (НТТМ). В соответствии с решением ЦК ВЛКСМ в 1988 году при комитетах комсомола начали создаваться «молодёжные центры» по организации свободного времени юношества и развитию предпринимательской инициативы. Центрам разрешалось вести совместную хозяйственную деятельность с государственными, кооперативными и иными общественными предприятиями на долевых началах. Созданные совместные предприятия освобождались от уплаты подоходного налога и платы за прибыль. Постановлением правительства предприятиям и организациям комсомола давалось право самостоятельно или на договорных началах определять цены и тарифы на оказываемые ими платные услуги, а товары и иное имущество, ввозившееся в СССР предприятиями и организациями комсомола, освобождалось от таможенных сборов и пошлин. ЦК ВЛКСМ создал более 17 тысяч молодёжных, студенческих, ученических кооперативов. В недрах «комсомольской экономики» шёл процесс формирования бизнес-класса.
Не все комсомольцы были согласны с курсом на деидеологизацию и коммерцию. Внутри ВЛКСМ создаётся «Союз молодых коммунистов» — молодёжная организация Объединённого фронта трудящихся, первая выступившая против «перестроечного» курса.

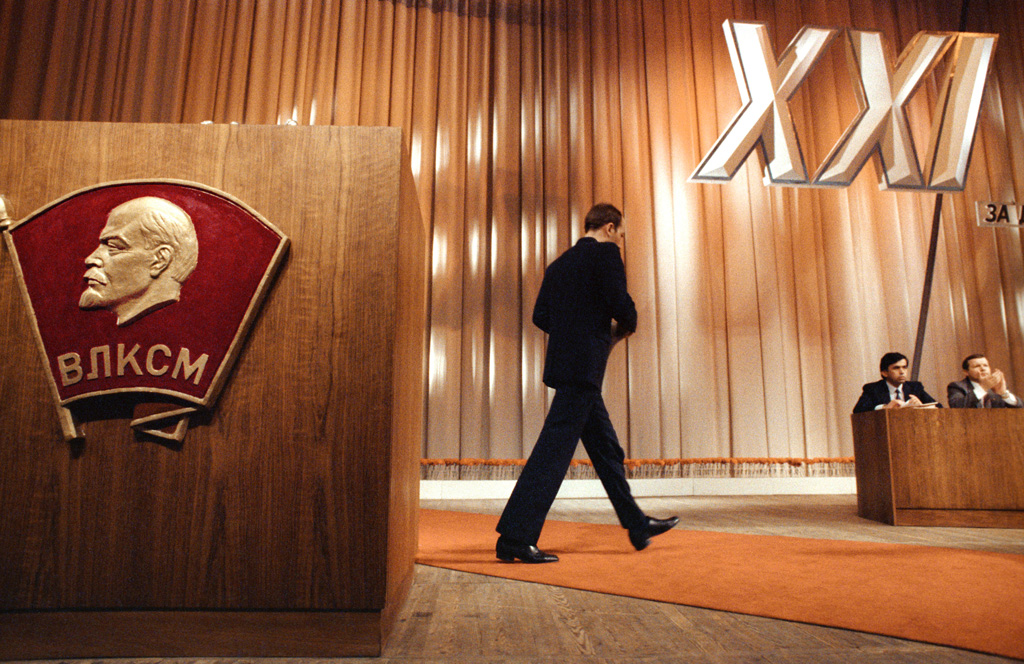
XXI съезд ВЛКСМ, 14 апреля 1990 года

Первой «ласточкой» непосредственного распада ВЛКСМ стал Коммунистический союз молодёжи Литвы, который в 1989 году заявил о своей самостоятельности. В этом же году отделился комсомол Эстонии. К 1990 году на повестке дня встал вопрос организационного оформления и российского комсомола. В итоге, на первом съезде комсомольских организаций РСФСР, состоявшемся 30 мая 1990 года, был образован ЛКСМ РСФСР в составе ВЛКСМ. Российский комсомол возглавил Владимир Елагин. Также был принят Устав. Ещё находясь в составе ВЛКСМ, ЛКСМ РСФСР заявил о том, что он не рассматривает КП РСФСР (КПСС) в качестве главного и единственного политического партнёра.
В два этапа прошли заседания XXI съезда ВЛКСМ, затем те же делегаты вновь съехались на Чрезвычайную сессию съезда, которую в дальнейшем стали называть XXII съездом ВЛКСМ.

### Роспуск
27 августа 1991 года, через неделю после провала и самороспуска ГКЧП, секретариат ЦК ВЛКСМ принял обращение к членам Союза, в котором предлагалось на базе комсомола создать совершенно новую структуру или несколько структур. Бюро ЦК ВЛКСМ считало, что «путь постепенного реформирования комсомола исчерпан».
27—28 сентября того же года в Москве, в гостинице «Орлёнок», под председательством первого секретаря ЦК ВЛКСМ Владимира Зюкина и второго секретаря ЦК ВЛКСМ Вячеслава Копьева прошёл XXII Чрезвычайный съезд ВЛКСМ, который распустил всесоюзную коммунистическую молодёжную организацию и вместе с нею официально прекратил существование всесоюзной пионерской организации при ЦК ВЛКСМ. Съезд проходил под пикетирование участниками молодёжного движения «Коммунистическая инициатива» с плакатами: «Зюкины дети! Руки прочь от комсомола», «Нет антиуставному съезду».
18 октября 1991 года на заседании Верховного Совета РСФСР была избрана делегация наблюдателей от России в новом Верховном Совете СССР. Из 33 членов делегации, избранных от общесоюзных общественных объединений, 10 представляли ВЛКСМ (первое место).
19—20 октября 1991 года ЛКСМ РСФСР переименован в Российский союз молодёжи (РСМ). РСМ и другие республиканские молодёжные организации продолжили существовать как независимые национальные молодёжные организации соответствующих республик, входивших в состав СССР.
- См. также Формирование платформ в КПСС и неформальных движений в ВЛКСМ (1988—1991 гг.)

### Попытки восстановления ВЛКСМ. Создание СКО-ВЛКСМ
29 делегатов XXII съезда ВЛКСМ — сторонников движения молодёжи «Коммунистическая инициатива» — резко осудили решение о самороспуске организации и покинули съезд. Члены ВЛКСМ, не входившие ни в РСМ, ни в другие республиканские организации (а именно Игорь Маляров, Евгений Сохонько, Сергей Возняк (Белоруссия), Андрей Езерский, Арчил Балахванцев и другие), не согласные с решениями съезда, создали оргкомитет по возрождению ВЛКСМ и провели в ноябре 1991 года конференцию, в которой приняли участие 50 делегатов из России, Украины, Белоруссии, Латвии, Северной Осетии, Башкирии, Удмуртии и Приднестровья.
21-22 марта 1992 года прошло заседание оргкомитета за возрождение ВЛКСМ, на котором было принято решение о проведении восстановительного съезда.
18—19 апреля и 8—9 мая 1992 года в два этапа прошёл XXIII восстановительный съезд ВЛКСМ, в котором приняли участие 102 делегата из России, Белоруссии, Украины, Эстонии, Латвии и Приднестровья. Первым секретарём возрождённого ЦК ВЛКСМ был избран Андрей Езерский. В апреле 1993 года РКСМ во главе с И. Маляровым вышел из состава возрождённого ВЛКСМ из-за разного понимания путей дальнейшего развития комсомола. Сторонники Малярова выступали за более гибкий учёт новых реалий, сторонники Езерского воспринимали такую позицию как сугубый ревизионизм, чреватый отказом от марксистско-ленинских принципов.
XXIV съезд ВЛКСМ в декабре 1995 года принял новую политическую программу организации. XXV съезд ВЛКСМ состоялся в Москве 13 декабря 1998 года.
Прошедший в Киеве в апреле 2001 года XXVI съезд ВЛКСМ преобразовал организацию в международное молодёжное коммунистическое объединение Союз комсомольских организаций–ВЛКСМ (СКО-ВЛКСМ), председателем Центрального комитета СКО-ВЛКСМ избран первый секретарь ЛКСМ Украины Андрей Полиит.
Впоследствии, в декабре 2009 года, председателем СКО-ВЛКСМ был избран Евгений Царьков, который подчеркнул, что «СКО-ВЛКСМ — правопреемник героического Ленинского комсомола советского периода».

### Комсомол в современной России

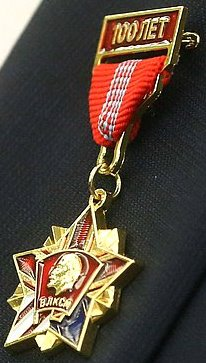
Нагрудный знак «100-летие ВЛКСМ» (2018 год)

С начала 1990-х годов начали появляться новые молодёжные коммунистические организации, в частности «Всесоюзная молодая гвардия большевиков» (ВМГБ), ориентирующаяся на ВКПБ Н. Андреевой (созданная в 1992 году).

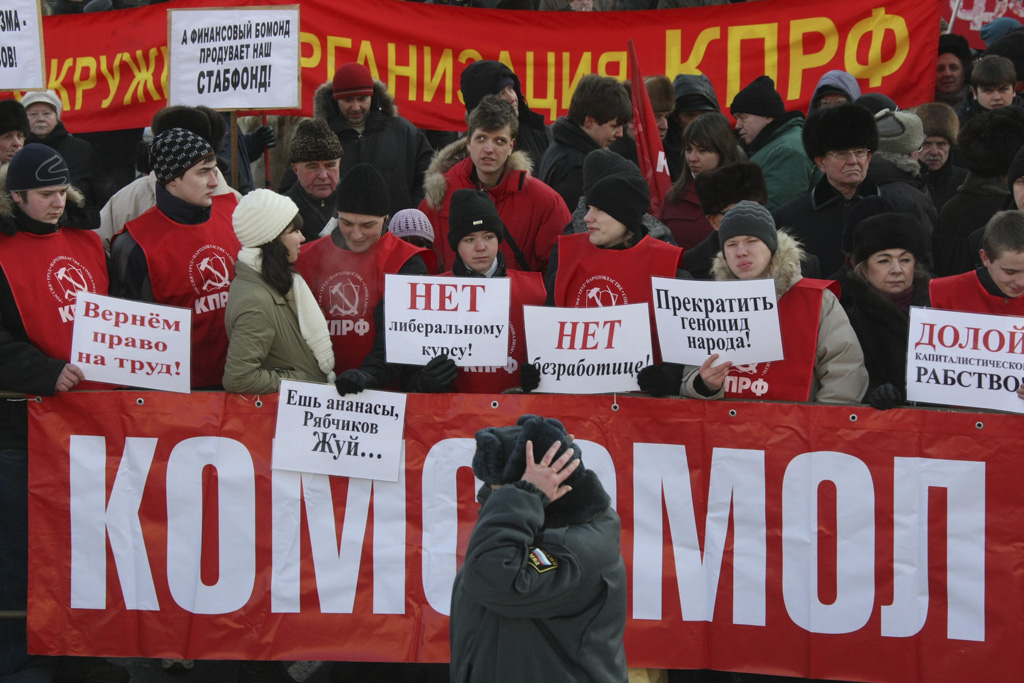
Митинг Ленинского коммунистического союза молодёжи РФ на Триумфальной площади против роста тарифов ЖКХ. 31 января 2009 года

23 января 1993 года в рабочем общежитии Ленинграда на конференции был coздан Российский Коммунистический Союз Молодёжи (РКСМ). Первым секретарём ЦК РКСМ был избран Игорь Маляров. Спустя 4 месяца РКСМ вышел из состава возрождённого ВЛКСМ. В 1993—1996 годах в рядах РКСМ под руководством Игоря Малярова была объединена значительная часть организованной коммунистической и левой молодёжи России.
Во второй половине 1990-х годов из РКСМ выделилась наиболее радикальная группа молодёжи, выступающая за революционный путь развития России, против бюрократизма и соглашательства сторонников КПРФ. Противоречия в комсомоле усилились на фоне выборов в Госдуму 1995 года и президента РФ 1996 года. Под руководством Павла Былевского в 1996—1997 годах был создан Революционный коммунистический союз молодёжи — РКСМ(б), объединивший наиболее радикальных молодых сторонников коммунистических идей, включая сталинистов, маоистов и других. Впоследствии РКСМ(б) стал молодёжной организацией Российской коммунистической рабочей партии.
В 1999 году создана молодёжная организация КПРФ — «Союз коммунистической молодёжи Российской Федерации» (СКМ РФ), в 2000-х годах расколовшийся на две организации, одна из которых была полностью подконтрольна КПРФ, а другая — независимый СКМ — выступала с критикой партии Г. А. Зюганова.
В течение 1990-х и 2000-х годов продолжался процесс формирования различных молодёжных организаций коммунистической направленности. Так, в частности, в 1998 году молодёжное крыло «Трудовой России» Виктора Анпилова стало молодёжной организацией «Авангард красной молодёжи». В 2005 году троцкисты, не участвующие в деятельности коммунистических партий и склонные к сотрудничеству с более радикальными анархистами, организовали Социалистическое движение «Вперёд» (СД «Вперёд»), просуществовавшее до 2011 года.
В 2011 году Союз коммунистической молодёжи РФ, продолживший действовать как молодёжная организация КПРФ, был реорганизован в Ленинский коммунистический союз молодёжи РФ (ЛКСМ РФ).
Процесс формирования новых коммунистических молодёжных организаций отражает ситуацию в коммунистическом движении, находящегося в затяжном кризисе, и поиск коммунистической молодёжью новых организационных форм и методов работы. Условно молодёжные коммунистические организации современной России можно разделить на те, которые действуют при коммунистических партиях (ЛКСМ РФ при КПРФ, РКСМ(б) при РКРП — РПК, ВМГБ при ВКПБ), и независимые от политических партий (РКСМ, АКМ). Последние более активно участвуют в блоках и коалициях с различными политическими силами, в частности c такими, как «Левый фронт».
В современной России помимо комсомольских организаций существует множество других молодёжных объединений, при этом политический спектр молодёжных организаций довольно широк. При этом и сторонники существующего политического режима, и сторонники возрождения СССР высказываются за использование опыта СССР, советской системы образования и воспитания, комсомола и пионерской организации в образовании и воспитании нынешней молодёжи. Даже политические противники нынешних комсомольцев с уважением относятся к историческому опыту ВЛКСМ.
Неоднократно на политическом уровне поднимался вопрос о возрождении ВЛКСМ и Всесоюзной пионерской организации имени В. И. Ленина. В октябре 2010 года Президент России Дмитрий Медведев высказался, что не против возрождения комсомольского и пионерского движения в России, но на уровне общественной организации, без идеологической её составляющей и без участия государства.
Празднование юбилеев ВЛКСМ широко отмечается при государственной поддержке. Президент В. В. Путин направлял поздравления участникам и гостям праздничного вечера-концерта, посвящённого 95-летию ВЛКСМ.
С 2015 года аббревиатуру ВЛКСМ взяла для своей молодёжной организации партия «Коммунисты России», зарегистрировав Всероссийский ленинский коммунистический союз молодёжи.

### Комсомольские и посткомсомольские организации в странах бывшего СССР
29 апреля 2001 года в Киеве прошёл XXVI съезд ВЛКСМ, на котором комсомол был реорганизован в Союз комсомольских организаций — ВЛКСМ (СКО-ВЛКСМ).
В Республике Беларусь, во время правления президента Лукашенко, были созданы две молодёжные организации: Белорусский союз молодёжи (БСМ), в 1997 году Белорусский патриотический союз молодёжи (БПСМ). В школах, по подобию советской пионерской организации была создана белорусская. Было создано подобие октябрят. С 2002 года путём объединения БСМ и БПСМ был создан «Белорусский республиканский союз молодёжи». Официально поддерживается властью и находится на государственном уровне.
В остальных странах бывшего СССР не находится на государственном уровне: В России, на Украине, в Молдавии и Казахстане — комсомол существует в виде молодёжных организаций, действующих в качестве молодёжных организаций, преимущественно оформленных при поддержке коммунистических партий.
- Российский коммунистический союз молодёжи (РКСМ).
- Ленинский коммунистический союз молодёжи Украины (ЛКСМУ) — комсомол Украины (при Коммунистической партии Украины (КПУ))[36].
- Коммунистический союз молодёжи Молдовы (КСММ) — комсомол Молдавии (при Партии коммунистов Молдовы).
- Коммунистический союз молодёжи Казахстана — комсомол Казахстана (при Коммунистической народной партии Казахстана (КНПК)).

В Кемеровской области существует движение Ветераны Комсомола.

## Роль ВЛКСМ

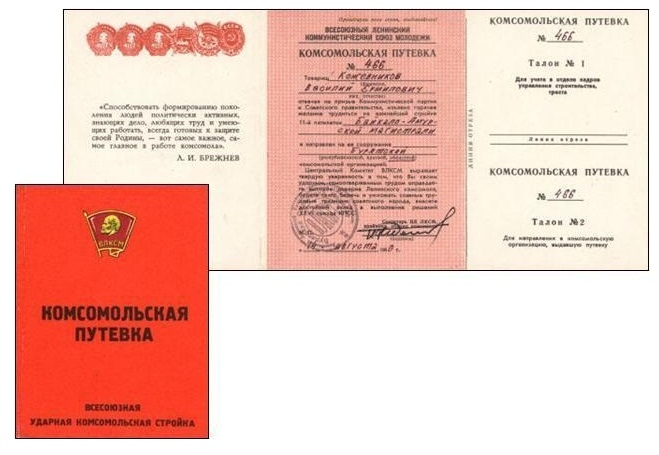
«Комсомольская путёвка» — распределение и направление на работу после получения специальности

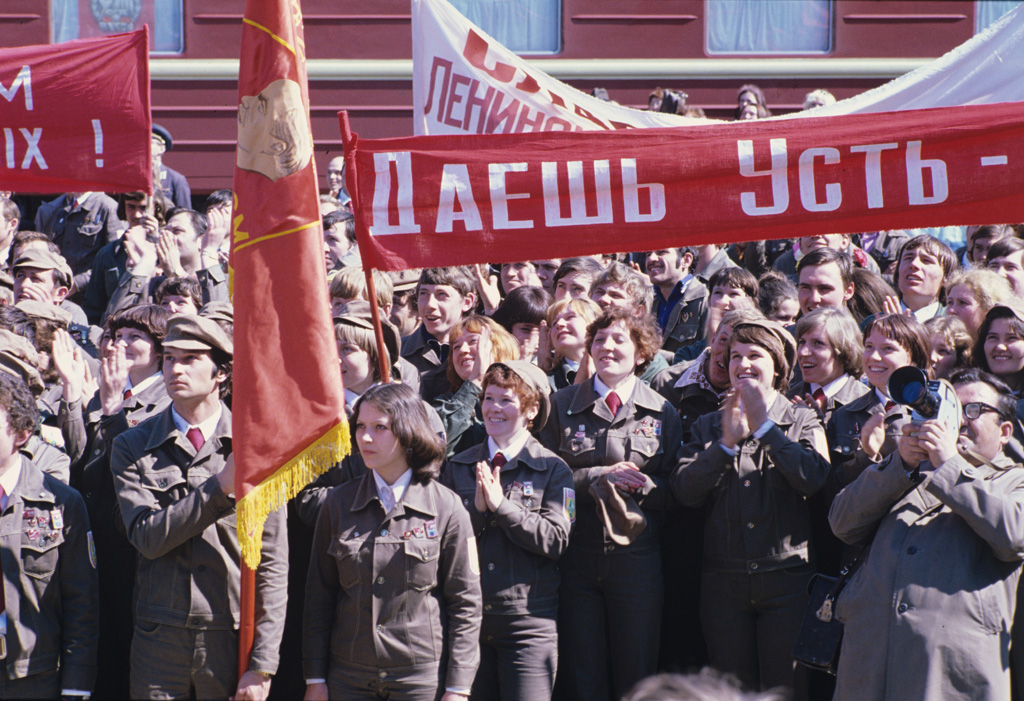
Праздничный митинг, посвящённый прибытию строительного отряда имени XVIII съезда ВЛКСМ. РСФСР, Усть-Илимск, Иркутская область, 1 июля 1979 г.

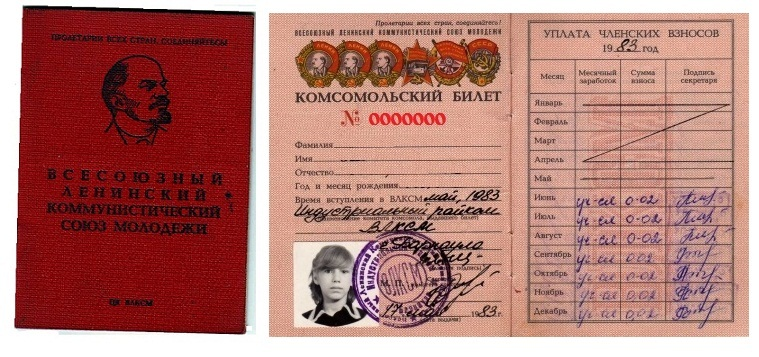
Комсомольский билет члена ВЛКСМ, 1983 год

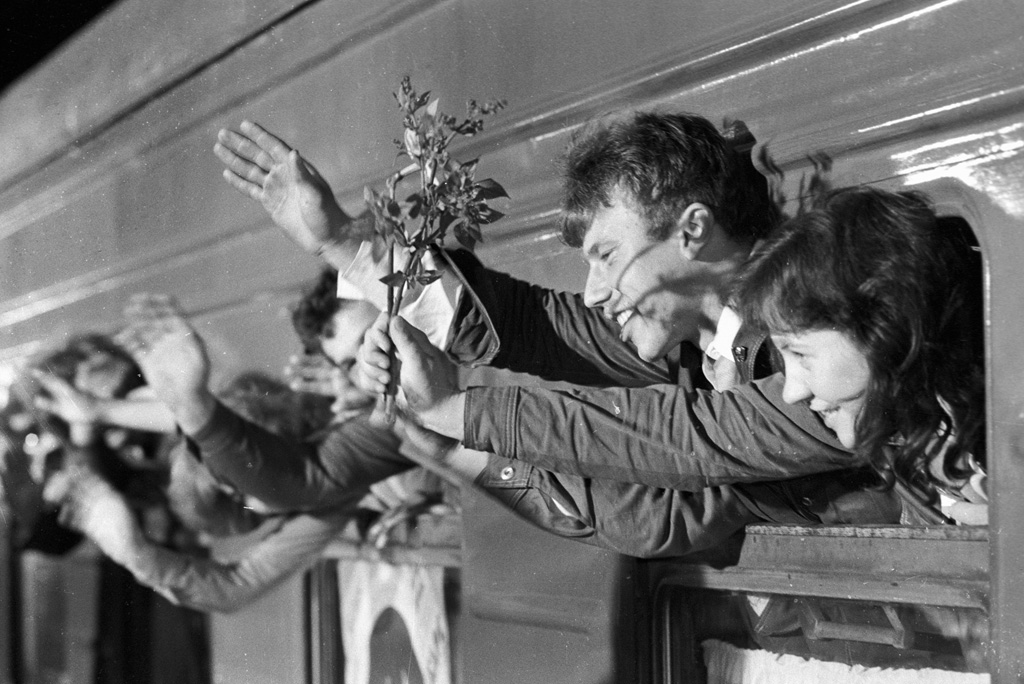
Бойцы Всесоюзного ударного комсомольского отряда им. XIX съезда ВЛКСМ уезжают на ударные стройки Родины

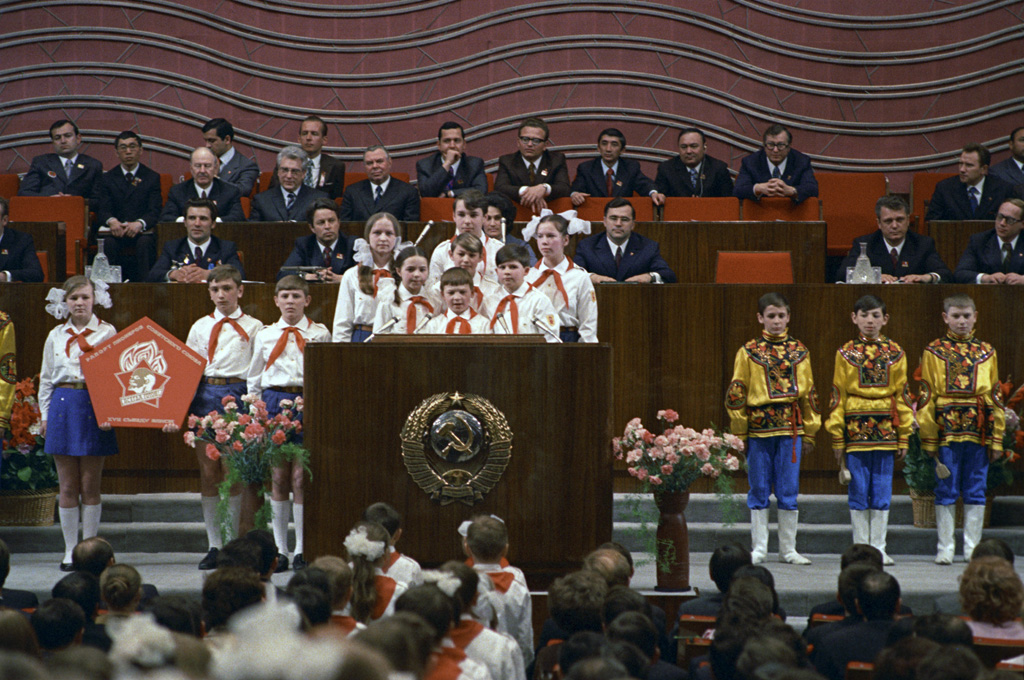
Детская Пионерская организация в составе ВЛКСМ

Комсомол был создан партией большевиков для осуществления широкомасштабной работы с молодёжью. В октябре 1918 года в РКСМ состояло 22 100 членов. Спустя два года, к III съезду Комсомола, — 482 тысячи. До двухсот тысяч комсомольцев участвовали в борьбе против интервентов и белогвардейцев.
Комсомол играл большую роль в выполнении поставленных партией задач по восстановлению народного хозяйства, по индустриализации и коллективизации, по проведению культурной революции.
В 1930 году комсомол взял шефство над всеобучем, выступил инициатором создания двухгодичных вечерних школ для малограмотных. Комсомол объявил поход молодёжи в науку. В 1928—1929 годах по комсомольским путёвкам пошли учиться на рабфаки 15 тысяч человек, на курсы по подготовке в вузы — 20 тысяч, в вузы и техникумы — 30 тысяч. В 1934 году рабочая прослойка среди студентов достигла 48 %. По инициативе комсомола родилась новая массовая форма технического обучения рабочих — техминимум. «Коммунистом стать можно лишь тогда, когда обогатишь свою память знанием всех тех богатств, которые выработало человечество», — с такими словами обратился В. И. Ленин к делегатам III съезда РКСМ.
В 1941 году в СССР было более 10 млн комсомольцев. Около 1 млн членов ВЛКСМ перед войной стали «Ворошиловскими стрелками», более 5 млн сдали нормы ПВХО, по военной топографии и другим военным специальностям. Они и стали «Молодой гвардией» и «Юными мстителями». Три с половиной тысячи стали Героями Советского Союза, три с половиной миллиона были награждены орденами и медалями.
Специальные подразделения из девушек-комсомолок насчитывали в своих рядах более 200 тысяч пулемётчиков, снайперов и специалистов других специальностей. За свои боевые заслуги в борьбе с немецко-фашистскими захватчиками орденами и медалями были награждены 100 тысяч девушек, 58 из которых получили звание Героя Советского Союза. В каждом учреждении, предприятии и силовых ведомствах обязательно была первичная организация ВЛКСМ. К началу 1970-х годов выходит 131 комсомольская газета разовым тиражом 16,6 млн экземпляров, в том числе одна всесоюзная — «Комсомольская правда». Комсомольские журналы, комсомольское издательство «Молодая гвардия», премия Ленинского комсомола, Бюро международного молодёжного туризма «Спутник». Роль комсомола — это восстановление разрушенной войной страны, освоение целины, строительство БАМа, Всесоюзные ударные комсомольские стройки
Благодаря поддержке со стороны ЦК ВЛКСМ большое распространение в СССР получило коммунарское движение.

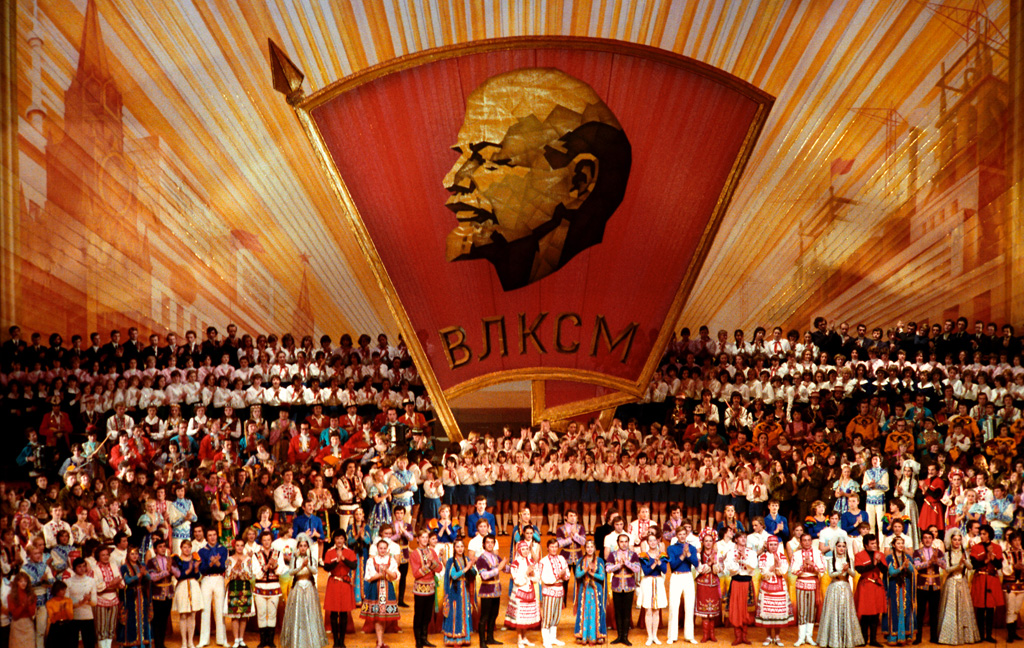
Концерт мастеров искусств в Кремлёвском Дворце съездов после торжественного заседания ЦК ВЛКСМ, 27 октября 1978 г.

В дальнейшем социальная база ВЛКСМ постепенно расширялась, и в 1960—1980-х годах в ВЛКСМ принимались практически все учащиеся общеобразовательных школ. Комсомол участвовал в процессах территориального перераспределения трудовых ресурсов, в том числе в форме проведения оргнабора и комсомольского призыва по «комсомольским путёвкам», чаще всего на всесоюзные или региональные «ударные комсомольские стройки» (ВУКС, УКС). Одна из славных и положительно воспринятых обществом инициатив ВЛКСМ — участие органов комсомола в 1980-х годах в реализации жилищной программы СССР, особенно в форме поддержки движения МЖК (молодёжные жилые комплексы). В поздние годы СССР членство ВЛКСМ фактически являлось одним из необходимых атрибутов для успешной карьеры молодого гражданина в СССР. Комсомол стал массовым явлением (60 % молодёжи). Это почти неизбежно вело к организационной размытости, к тому, что членство в ВЛКСМ перестало восприниматься как почёт и ответственность одновременно. В последние годы советской власти Комсомол окончательно превратился в бюрократическую систему, полностью соответствующую общей бюрократической системе последних лет СССР.
ВЛКСМ и КПСС — проводили и поощряли участие молодёжи в «Добровольных народных дружинах», в охране общественного порядка в населённых пунктах совместно с сотрудниками милиции.

## Награды, присвоенные Комсомолу
За подвиги, совершённые в годы Гражданской и Великой Отечественной войн, а также за успехи в социалистическом строительстве ВЛКСМ в 1928—1968 годах был награждён 6 орденами:
- 1928 — Орден Красного Знамени — за боевые заслуги в годы Гражданской войны и иностранной интервенции.
- 1931 — Орден Трудового Красного Знамени — за проявленную инициативу в деле ударничества и социалистического соревнования, обеспечивших успешное выполнение первого пятилетнего плана развития народного хозяйства страны.
- 1945 — Орден Ленина — за выдающиеся заслуги перед Родиной в годы Великой Отечественной войны Советского Союза против гитлеровской Германии, за большую работу по воспитанию советской молодёжи в духе беззаветной преданности социалистическому Отечеству.
- 1948 — Орден Ленина — за выдающиеся заслуги перед Родиной в деле коммунистического воспитания советской молодёжи и активное участие в социалистическом строительстве, в связи с 30-летием со дня рождения ВЛКСМ.
- 1956 — Орден Ленина — за большие заслуги комсомольцев и советской молодёжи в социалистическом строительстве, освоении целинных и залежных земель.
- 1968 — Орден Октябрьской Революции — за выдающиеся заслуги и большой вклад комсомольцев, советской молодёжи в становление и укрепление Советской власти, мужество и героизм, проявленные в боях с врагами нашей Родины, активное участие в социалистическом и коммунистическом строительстве, за плодотворную работу по воспитанию подрастающего поколения в духе преданности заветам В. И. Ленина и в связи с 50-летием ВЛКСМ.

## Структура ВЛКСМ
Комсомол — активный помощник и резерв Коммунистической партии Советского Союза. Верный ленинским заветам, ВЛКСМ помогает партии воспитывать молодёжь в духе коммунизма, вовлекать ее в практическое строительство нового общества, готовить поколение всесторонне развитых людей, которые будут жить, работать и управлять общественными делами при коммунизме. ВЛКСМ работает под руководством Коммунистической партии, является активным проводником партийных директив во всех областях коммунистического строительства».Устав ВЛКСМ
ВЛКСМ состоял из ЛКСМ союзных республик в каждой из союзной республик (кроме РСФСР до 1990 года), ЛКСМ союзной республики — из областных организаций, областные организации — из районных, городских организаций и первичных организаций на правах районной, городские и районные организации — на первичные организации, первичные организации на правах районной — цеховые (факультетские, классные) организации. Высший орган — съезд, избиравшийся областными конференциями, между съездами — Центральный комитет, избиравшийся съездом, между пленумами Центрального комитета — избиравшееся им Бюро Центрального комитета, исполнительный орган — Секретариат Центрального комитета ВЛКСМ.
ЛКСМ союзных республик
Высший орган ЛКСМ союзной республики — съезд, избиравшийся областными конференциями, между съездами — центральный комитет, избиравшийся съездом, между пленумами центрального комитета — бюро центрального комитета, избиравшийся центральными комитетом, исполнительный орган — секретариат центрального комитета.
Областные организации ВЛКСМ
Областные организации ВЛКСМ действовали в каждой области, крае или АССР, городские организации городов республиканского подчинения союзных республик с областным делением действовали на правах областной организации. Высший орган областной организации — областная конференция, избиравшиеся районными конференциями, между областными конференциями — областной комитет (до 1928 года — губернские комитеты), избиравшиеся областными конференциями, между пленумами областного комитета — избиравшееся им бюро областных комитетов (до 1928 года — бюро губернских комитетов).
Районные организации ВЛКСМ
Районные организации ВЛКСМ действовали в каждом районе и районе в городе, городские организации — в каждом городе областного, краевого или республиканского (в АССР) подчинения. Высший орган районной организации — районная конференция, избиравшиеся общими собраниями первичных организаций, между районными конференциями — избираемый ею районный комитет, между пленумами районного комитета — избиравшееся им бюро районного комитета, избиравшиеся районными комитетами.
Первичные организации ВЛКСМ на правах районных
Первичные организации ВЛКСМ на правах районных действовали в крупных учебных заведениях и на крупных предприятиях. Высший орган первичной организации на правах районной — конференция первичной организации, между конференциями первичной организации — комитет первичной организации во главе с освобождённым секретарём. 
Первичные организации ВЛКСМ
Первичные организации ВЛКСМ существовали на фабриках и заводах, у университетах, училищах и школах. Высший орган первичных организаций  — общее собрание первичной организации, между общими собраниями — избираемое им бюро первичной организации.
Цеховые организации ВЛКСМ
Высший орган цеховой (факультетской, классной) организации — общее собрание, между общими собраниями — избиравшийся им секретарь (разг. «комсорг»). Как правило, члены руководящих органов комсомола одновременно были также членами или кандидатами в члены КПСС.

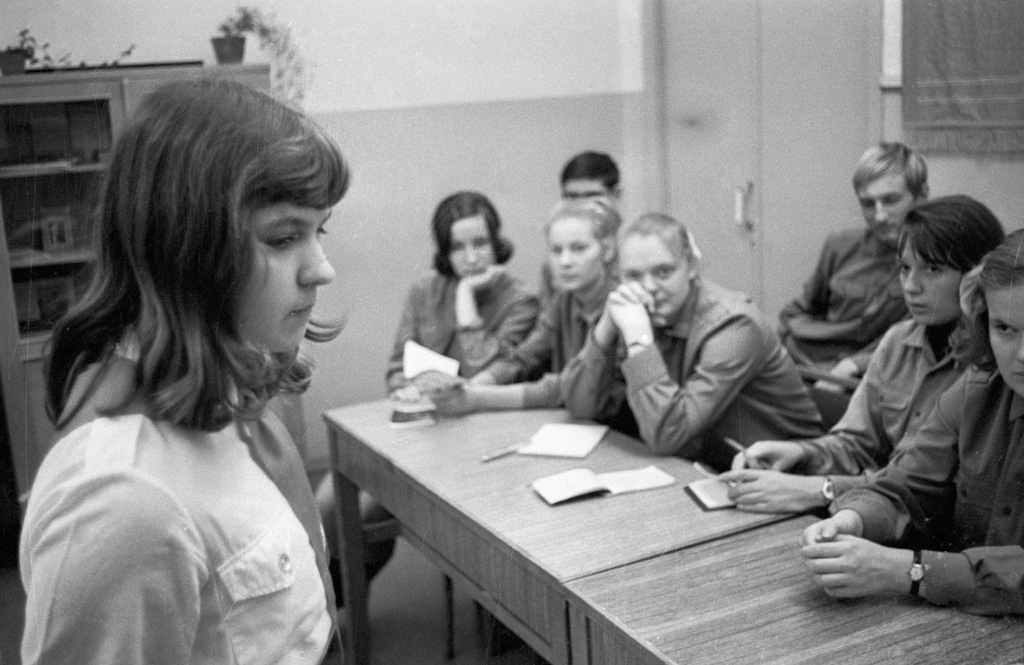
Молодая девушка на заседании комитета комсомола, 1972 год

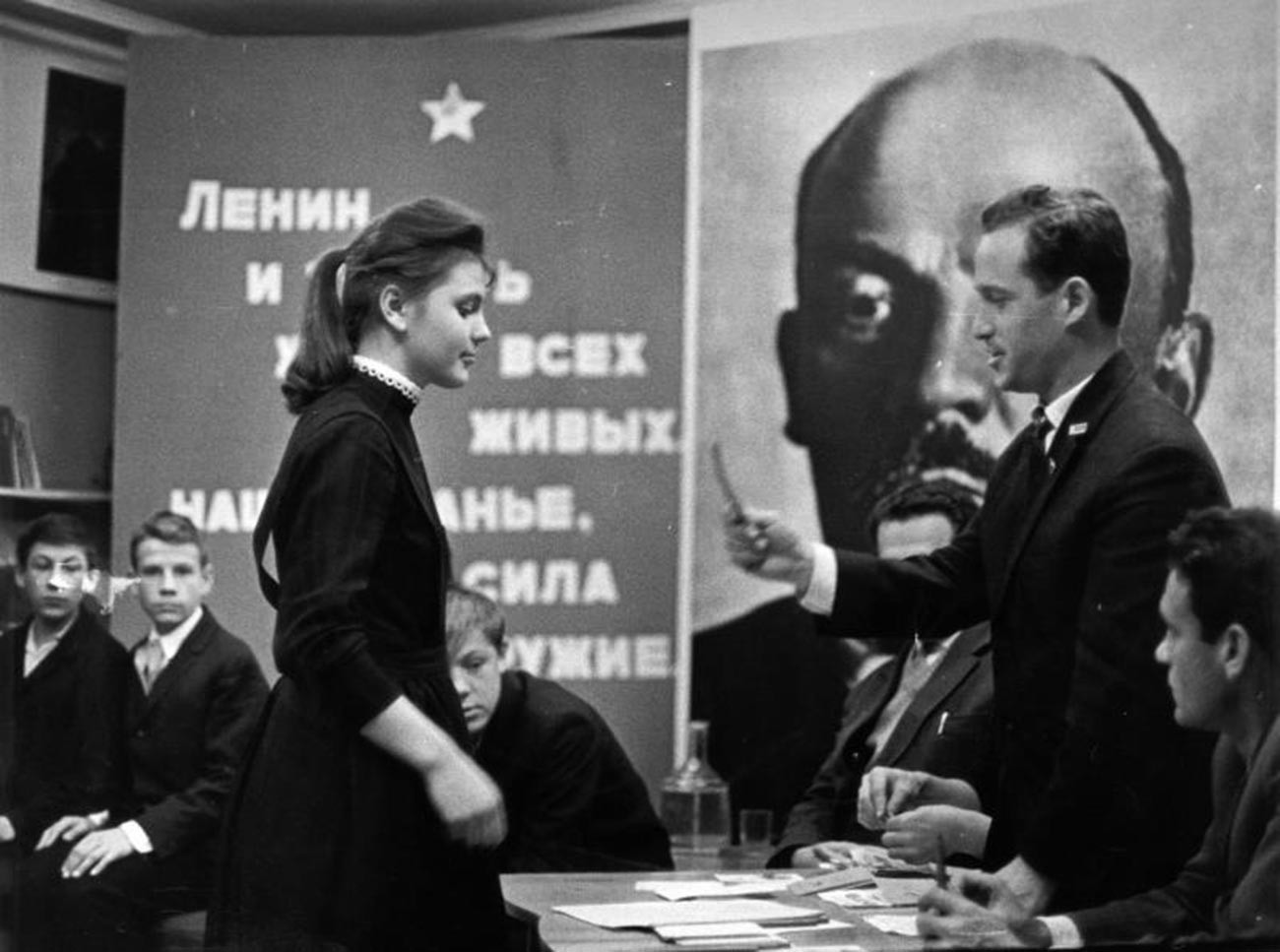
Прием в комсомол в 1960-х

## Высшая комсомольская школа (ВКШ)
Постановлением ЦК ВКП(б) от 11 октября 1944 года и ЦК ВЛКСМ от 14 октября 1944 года на основе Центральной женской школы снайперской подготовки была создана Центральная Комсомольская Школа (ЦКШ). В школе в течение 1,5 лет обучались комсомольские работники, имевшие среднее образование, сотрудники молодёжных газет и журналов. В 1949 году началось обучение слушателей из восточно-европейских стран. В июле 1956 года ЦКШ была реорганизована в постоянно действующие трёхмесячные курсы комсомольского актива.
В августе 1969 года по постановлениям ЦК КПСС и ЦК ВЛКСМ на базе Центральной Комсомольской Школы была создана «Высшая Комсомольская Школа», для теоретической подготовки и переподготовки руководящих кадров комсомола, сотрудников молодёжной печати. Было образовано 13 кафедр, в ноябре 1970 года — аспирантура. В мае 1976 года был создан Научно-информационный центр ВКШ. После роспуска ВЛКСМ, меняла много названий, преобразована в Московский гуманитарный университет.

## Съезды ВЛКСМ
| Дата                       | Съезд                           | Резолюции |
| -------------------------- | ------------------------------- | --- |
| 29 октября — 4 ноября 1918 | I съезд РКСМ                    | Объединение разрозненных юношеских организаций социалистической и коммунистической направленности в общероссийскую организацию с единым центром, работающую под руководством РКП(б). Приняты основные принципы программы и устав РКСМ. |
| 5—8 октября 1919           | II съезд РКСМ                   | - О работе в деревне. - О работе среди девушек. - О работе среди национальных меньшинств. - О социалистическом воспитании рабочей молодежи и о школьной реформе. - Об экономическо-правовой работе. - О работе в Красной Армии: - По текущему моменту и о практических шагах по проведению мобилизации. Воззвание к пролетарской молодёжи всего мира с призывом создать Коммунистический интернационал молодёжи (КИМ). |
| 2—10 октября 1920          | III съезд РКСМ                  | Определены задачи социалистического строительства и коммунистического воспитания молодёжи, восстановления разрушенного в годы войны народного хозяйства. Принята новая редакция устава РКСМ. |
| 21—28 сентября 1921        | IV съезд РКСМ                   | Принята новая редакция устава РКСМ. |
| 11—17 октября 1922         | V съезд РКСМ                    | |
| 12—18 июля 1924            | VI съезд РКСМ                   | РКСМ переименован в РЛКСМ. Принята резолюция «Об организационном строительстве деткомгрупп». |
| 11—22 марта 1926           | VII съезд ВЛКСМ                 | В связи с образованием СССР, РЛКСМ переименован в ВЛКСМ. Принят устав ВЛКСМ. Поддержка линии партии в борьбе с троцкизмом. |
| 5—16 мая 1928              | VIII съезд ВЛКСМ                | |
| 16—26 января 1931          | IX съезд ВЛКСМ                  | |
| 11—21 апреля 1936          | X съезд ВЛКСМ                   | Принята новая редакция устава ВЛКСМ. |
| 29 марта — 7 апреля 1949   | XI съезд ВЛКСМ                  | |
| 19—27 марта 1954           | XII съезд ВЛКСМ                 | Принята новая редакция устава ВЛКСМ. Освоение целины объявлено комсомольской ударной стройкой. |
| 15—18 апреля 1958          | XIII съезд ВЛКСМ                | Строительство железной дороги Абакан —Тайшет объявлено комсомольской ударной стройкой. |
| 16—20 апреля 1962          | XIV съезд ВЛКСМ                 | Принята новая редакция устава ВЛКСМ. |
| 17—21 мая 1966             | XV съезд ВЛКСМ                  | Утверждены частичные изменения в уставе ВЛКСМ. Съезд постановил провести в 1967 году обмен комсомольских документов. |
| 26—30 мая 1970             | XVI съезд ВЛКСМ                 | |
| 23—27 апреля 1974          | XVII съезд ВЛКСМ                | Строительство Байкало-Амурской железнодорожной магистрали объявлено комсомольской ударной стройкой. |
| 25—28 апреля 1978          | XVIII съезд ВЛКСМ               | |
| 18—21 мая 1982             | XIX съезд ВЛКСМ                 | Принята всесоюзная программа Молодёжный жилой комплекс (МЖК). |
| 15—18 апреля 1987          | XX съезд ВЛКСМ                  | Принята новая редакция устава ВЛКСМ. |
| 11—18 апреля 1990          | XXI съезд ВЛКСМ                 | Принята новая редакция устава ВЛКСМ. |
| 27—28 сентября 1991        | XXII (чрезвычайный) съезд ВЛКСМ | Роспуск ВЛКСМ. |

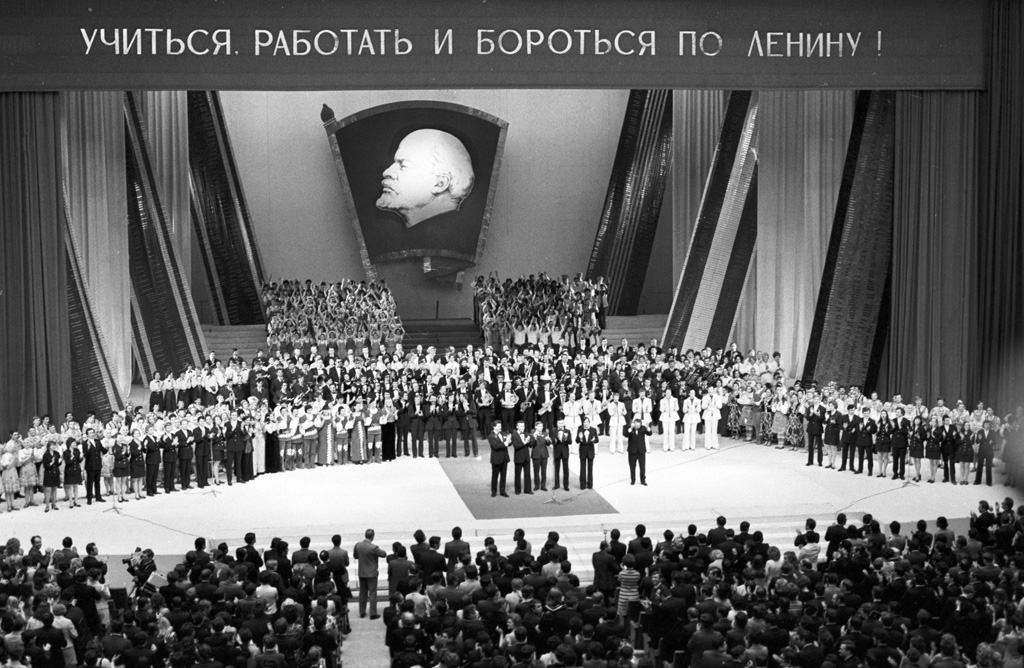
XVII съезд. 50 лет ВЛКСМ, 27 апреля 1974 г., Кремлёвский Дворец съездов
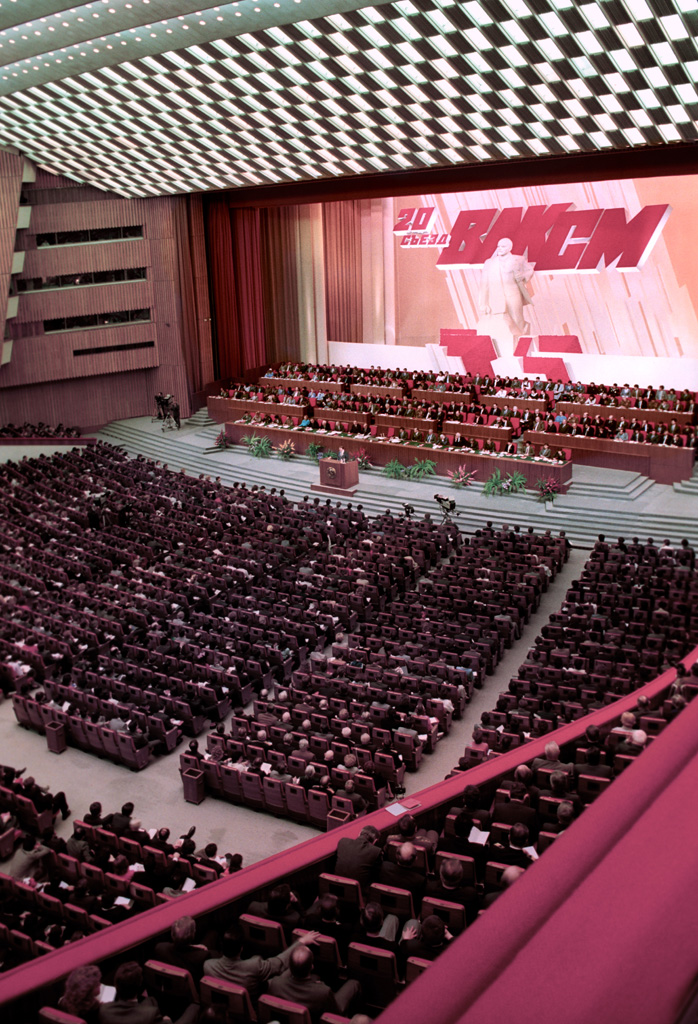
XX съезд ВЛКСМ, 15 апреля 1987 г., Кремлёвский Дворец съездов
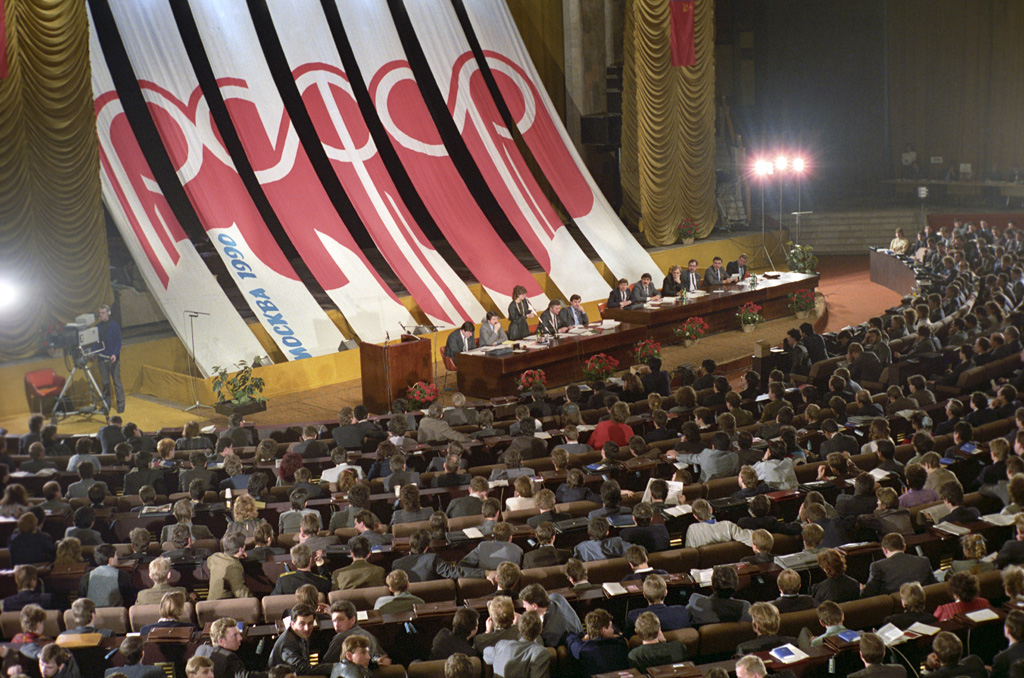
X съезд комсомольских организаций РСФСР, 15 февраля 1990 г.

## Конференции комсомола
Как и КПСС, ВЛКСМ проводил не только съезды, но и конференции. За всю историю ВЛКСМ было проведено 7 конференций:
- 1-я всероссийская: 1-6 июля 1921 г.
- 2-я всероссийская: 16-19 мая 1922 г.
- 3-я всероссийская: 25-30 июня 1923 г.
- 4-я всесоюзная: 16-23 июня 1925 г.
- 5-я всесоюзная: 24-31 марта 1927 г.
- 6-я всесоюзная: 17-24 июня 1929 г.
- 7-я всесоюзная: 1-7 июля 1932 г.

## Руководители коммунистического союза молодёжи
| №  | Имя (годы жизни)                           | Изображение | Годы руководства | Годы руководства | Примечания                                                                                          |
| №  | Имя (годы жизни)                           | Изображение | Начало           | Конец            | Примечания                                                                                          |
| -- | ------------------------------------------ | ----------- | ---------------- | ---------------- | --------------------------------------------------------------------------------------------------- |
| 1  | Ефим Викторович Цетлин (1898-1937)         |             | 4 ноября 1918    | 17 июля 1919     | Первый в должности, расстрелян в 1937 году                                                          |
| 2  | Оскар Львович Рывкин (1899-1937)           |             | 17 июля 1919     | 10 октября 1920  | Расстрелян в 1937 году                                                                              |
| 3  | Лазарь Абрамович Шацкин (1902-1937)        |             | 10 октября 1920  | 28 сентября 1921 | Расстрелян в 1937 году                                                                              |
| 4  | Пётр Иванович Смородин (1897-1939)         |             | 28 сентября 1921 | 18 июля 1924     | Расстрелян в 1939 году                                                                              |
| 5  | Николай Павлович Чаплин (1902-1938)        |             | 18 июля 1924     | 17 мая 1928      | Расстрелян в 1938 году                                                                              |
| 6  | Александр Иванович Мильчаков (1903-1973)   |             | 17 мая 1928      | 24 марта 1929    | Репрессирован в 1938 году, реабилитирован в 1954 году                                               |
| 7  | Александр Васильевич Косарев (1903-1939)   |             | 24 марта 1929    | 23 ноября 1938   | Расстрелян в 1939 году                                                                              |
| 8  | Николай Александрович Михайлов (1906-1982) |             | 23 ноября 1938   | 30 октября 1952  | В будущем — Министр культуры СССР (1955-1960)                                                       |
| 9  | Александр Николаевич Шелепин (1918-1994)   |             | 30 октября 1952  | 18 апреля 1958   | Позднее — Председатель КГБ при Совете Министров СССР (1958-1961)                                    |
| 10 | Владимир Ефимович Семичастный (1924-2001)  |             | 18 апреля 1958   | 25 марта 1959    | Позднее — Председатель КГБ при Совете Министров СССР (1961-1967)                                    |
| 11 | Сергей Павлович Павлов (1929-1993)         |             | 25 марта 1959    | 12 июня 1968     | Позже — Председатель Комитета по физической культуре и спорту при Совете министров СССР (1968-1983) |
| 12 | Евгений Михайлович Тяжельников (1928-2020) |             | 12 июня 1968     | 27 мая 1977      | |
| 13 | Борис Николаевич Пастухов (1933-2021)      |             | 27 мая 1977      | 6 декабря 1982   | В будущем — Министр Российской Федерации по делам СНГ (1998—1999)                                   |
| 14 | Виктор Максимович Мишин (1943-2024)        |             | 6 декабря 1982   | 19 июля 1986     | |
| 15 | Виктор Иванович Мироненко (род. 1953)      |             | 19 июля 1986     | 18 апреля 1990   | |
| 16 | Владимир Михайлович Зюкин (1954-2024)      |             | 18 апреля 1990   | 27 сентября 1991 | Последний в должности                                                                               |

## Численность
Численность ВЛКСМ составляла по годам:
- 1918 год — 22000 чел.;
- 1919 год — 90000 чел.[45];
- 1923 год — 284544 чел.;
- 1930 год — 2466127 чел.;
- 1933 год — 4547186 чел.;
- 1938 год — 4375604 чел.;
- 1939 год — 7296135 чел.;
- 1940 год — 10223148 чел.;
- 1941 год — 10387852 чел.

Из этих цифр видно, что ВЛКСМ стал массовым во второй половине 1920-х годов, но в 1930-е годы его численность колебалась по годам.

## Исключение из ВЛКСМ
Из комсомола исключали обычно по достижении предельного возраста. Однако исключение применялось также в наказание как крайняя мера. В частности, в довоенный период исключить могли за вероисповедание, так как комсомолец должен был быть атеистом. Например, в 1933 году из ВЛКСМ были исключены 232 275 человек, из которых 2266 человек (около 1 %) исключили по причине вероисповедания.
О причинах исключения в поздний советский период можно судить по следующей статистике. В 1986 году в Смоленской области из ВЛКСМ исключили 814 человек (без учёта исключённых по достижении предельного возраста) по следующим причинам:
- за нарушение внутрисоюзной дисциплины — 355 чел.;
- как осуждённых — 279 чел.;
- за пьянство — 99 чел.;
- за нарушение трудовой и военной дисциплины — 40 чел.;
- за аморальное поведение, хулиганство — 34 чел.;
- за нарушение устава, а также за политическую незрелость — 6;
- выезд за границу на ПМЖ — 1.

Из вышеперечисленной статистики видно, что наиболее распространённой причиной исключения из ВЛКСМ в Смоленской области были нарушение дисциплины, осуждение за уголовное преступление, а также пьянство. Теоретически был возможен выход из ВЛКСМ по собственному желанию, но до 1991 года он встречался крайне редко. В той же Смоленской области из ВЛКСМ в 1986—1987 годах по собственному желанию не вышел никто, в 1988 году вышли 23 чел., в 1989 году — 3 чел., в 1990 году — 16 чел. Основным поводом для исключения была длительная неуплата членских взносов, которая учитывалась в статистике как нарушение внутрисоюзной дисциплины (1986—355 чел., 1987—553, 1988—749, 1989—1010, 1990—1089).

## Награды, учреждённые ЦК ВЛКСМ
К наградам, учреждённым Центральным комитетом ВЛКСМ относились премии, знаки, значки, грамоты, которые выдавались (присваивались) в качестве поощрения за заслуги, отличия перед комсомолом. К наградам также относилось занесение в особые почётные списки и книги почёта. Высшей наградой, учреждённой комсомолом, был Почётный знак ВЛКСМ. Почётная грамота ЦК ВЛКСМ — самая первая награда комсомола, была учреждена 5 сентября 1942 года.

## Комсомольские лозунги разных лет
- Если тебе комсомолец имя — имя крепи делами своими![48]
- У партии и комсомола одна цель — коммунизм![49]
- Шагай вперёд, комсомольское племя![50]
- Если партия скажет «надо», комсомол ответит «есть!»[51]
- Молодые строители коммунизма, вперёд к новым успехам в труде и учёбе![52]
- Комсомолец — на самолёт![53]
- Комсомольцы, выполним требования товарища Ворошилова![54]
- Каждая комсомолка должна овладевать боевой техникой обороны СССР![55][56].

## Коммунистические молодёжные организации в других странах
- Социалистический союз патриотической молодёжи — комсомол Корейской Народно-Демократической Республики
- Коммунистическая молодёжь Австрии[нем.] — комсомол Австрии
- Союз трудовой молодежи Албании — комсомол НСРА
- Коммунистическая молодёжь Албании — комсомол Албании
- Димитровский коммунистический молодёжный союз — комсомол Болгарии
- Коммунистический союз молодёжи Китая — комсомол Китая
- Левый фронт[англ.] — комсомол Венгрии
- Коммунистический союз молодёжи Хо Ши Мина[англ.] — комсомол Вьетнама
- Коммунистическая молодёжь Венесуэлы — комсомол Венесуэлы
- Союз свободной немецкой молодёжи — комсомол ГДР
- Коммунистическая молодёжь Греции[англ.] — комсомол Греции
- Коммунистический союз молодёжи имени Иосифа Сталина — комсомол Грузии
- Коммунистическая молодёжь Дании[англ.] — комсомол Дании
- Коммунистическая молодёжь Чили — комсомол Чили
- Народная молодёжь — Комсомол Индонезии
- Молодёжное движение имени Коннолли[англ.] — комсомол Ирландии
- Коммунистический союз молодёжи Италии — комсомол Италии
- Фронт коммунистической молодёжи
- Коммунистический союз молодёжи Кампучии — комсомол Демократической Кампучии
- Народно-революционный союз молодёжи Кампучии — комсомол Народной Республики Кампучия
- Союз молодых коммунистов Кубы — комсомол Кубы
- Лаосский народно-революционный союз молодёжи — комсомол Лаоса
- Коммунистическое молодёжное движение Нидерландов[нидерл.] — комсомол Нидерландов
- Молодые коммунисты Норвегии[англ.] — комсомол Норвегии
- Союз социалистической польской молодёжи — комсомол Польши
- Союз коммунистической молодёжи Португалии — комсомол Португалии
- Союз коммунистической молодёжи Румынии — комсомол Румынии
- Союз социалистической молодёжи Словакии — Комсомол Словакии
- Коммунистический союз молодёжи Германии (2002)[нем.] — комсомол Германии
- Социалистическая немецкая рабочая молодёжь[нем.]
- Коммунистический союз молодёжи Канады[англ.] — комсомол Канады
- Ленинский Коммунистический Союз Молодежи Республики Таджикистан — комсомол Таджикистана
- Движение молодых коммунистов Франции[фр.] — комсомол Франции
- Молодые коммунисты Чехии[англ.] — комсомол Чехии
- Коммунистический союз молодежи Финляндии — комсомол Финляндии
- Молодёжная коммунистическая лига США
- Ленинский коммунистический союз молодежи Эстонии[англ.] — комсомол Эстонии
- Союз социалистической молодёжи Югославии — Комсомол Югославии
- Лига демократической молодёжи Японии — комсомол Японии
- Израильский коммунистический союз молодёжи[ивр.]

## Названия, связанные с комсомолом
Географические:
- ВЛКСМ, Комсомол, Комсомолец, Комсомольск, Комсомольск-на-Амуре и Комсомольский — названия многих населённых пунктов в СССР и в настоящее время в России.
- Комсомольская (улица Ленинского Комсомола) — названия улиц в населённых пунктах стран бывшего СССР и в настоящее время в России
- Комсомолец — название острова в архипелаге Северная Земля
- Комсомольская — станции метро в нескольких городах России.
- Площадь Ленинского Комсомола — до 1996 года название Европейской площади в г. Киеве.
- Комсомольская — площадь в Москве, Нижнем Новгороде, Санкт-Петербурге, Орске, Ростове-на-Дону, Якутске, Йошкар-Оле, Челябинске.
- 30-летия ВЛКСМ — парки культуры и отдыха в городах Омске и Йошкар-Оле
- 40-летия ВЛКСМ — парки в городах Калининграде и Ульяновске
- 50-летия ВЛКСМ — парки в городах Углич, Чебоксары, Курск, Екатеринбурге.
- 50 лет ВЛКСМ — улицы в городах Омск, Ставрополь, Воронеж,Челябинск,Владивосток, Егорьевск, Тюмень, Сургут, Рыбинск, Люберцы, Балаково, Балашов, Чусовой; проспект в Ульяновске.
- 60 лет ВЛКСМ — улицы в городах Сочи, Евпатория, Кулебаки (Нижегородская область), Южно-Курильск
- 60-летия ВЛКСМ — мост через реку Иртыш в городе Омске, Россия
- 60-летия ВЛКСМ — улицы в городах Воронеж и Железногорск (Красноярский край)
- 65 лет ВЛКСМ — улица в г. Новом Уренгое
- 70 лет ВЛКСМ — микрорайон в г. Оренбург и улица в Экибастузе
- Комсомольский проспект – проспект в Челябинске.

Промышленные объекты:
- Автомобильный завод имени Ленинского Комсомола (АЗЛК) — ныне несуществующий автомобильный завод в Москве
- Завод № 199 имени Ленинского комсомола в Комсомольске-на-Амуре
- Саратовская гидроэлектростанция имени Ленинского комсомола на Волге
- Новокриворожский ГОК имени Ленинского Комсомола

Культура и образование:

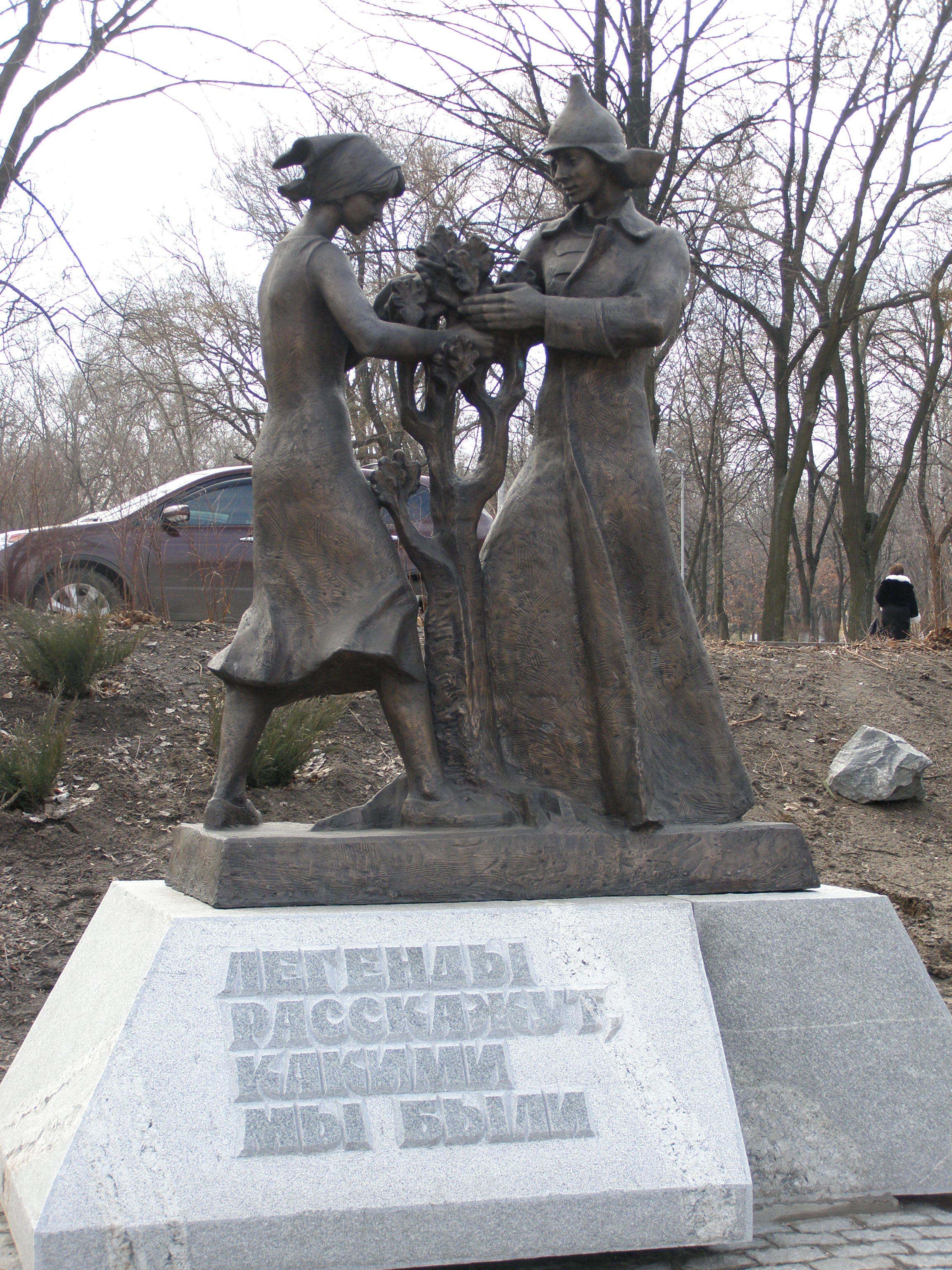
Памятник комсомольцам в Днепре

Памятник героям-комсомольцам в Севастополе

Памятник комсомольцам Дона, погибшим в боях за Родину в 1941—1943 годах в Ростове-на-Дону

- Премия Ленинского комсомола — присуждалась молодым авторам, членам ВЛКСМ — за выдающиеся достижения в области науки, техники, производства и культуры
- Комсомольский парк — городской парк в Пятигорске
- Московский «Ленком» и Ленинградский театры имени Ленинского комсомола
- Кинотеатры во многих населённых пунктах бывшего СССР
- Воронежский государственный университет имени Ленинского комсомола
- Челябинский политехнический институт имени Ленинского комсомола
- Рязанское высшее воздушно-десантное командное дважды Краснознамённое училище имени Ленинского комсомола
- Высшие военные училища имени Ленинского комсомола в Чернигове, Перми, Житомире, Серпухове, Иркутске
- Высшее военно-морское училище подводного плавания имени Ленинского комсомола в Санкт-Петербурге
- Военно-морское Краснознамённое училище береговой обороны имени ЛКСМУ
- Харьковский автомобильно-дорожный институт имени Комсомола Украины
- Челябинское высшее военное авиационное Краснознамённое училище штурманов имени 50-летия ВЛКСМ

Воинские соединения:
- 445-й истребительный авиационный полк ПВО имени Ленинского Комсомола;
- 234-й гвардейский истребительный авиационный Проскуровский Краснознаменный орденов Кутузова и Александра Невского полк имени Ленинского Комсомола;
- 1-я отдельная Севастопольская Краснознамённая, орденов Александра Невского и Красной Звезды бригада связи имени 50-летия ВЛКСМ ВГК;
- 146-й гвардейский истребительный авиационный полк ПВО имени 60-летия ВЛКСМ;
- 345-й отдельный гвардейский парашютно-десантный Венский Краснознамённый, ордена Суворова полк имени 70-летия Ленинского комсомола;

Памятники:
- Памятник Первым комсомольцам Пятигорска
- «Комсомольцам огненных лет» в Йошкар-Оле
- Памятник комсомольцам в Днепропетровске
- Памятник комсомольцам 1920-х годов в Якутске
- Памятник Героическому Комсомолу в Санкт-Петербурге
- Орлёнок (памятник) в Челябинске

Средства массовой информации:
- Комсомольская правда

Суда:
- Торпедные катера типа «Комсомолец»
- «Ленинский Комсомол» — турбоход Черноморского морского пароходства и так же названная серия торговых судов турбоходов в Черноморском морском пароходстве построенных на верфях в Херсоне и Николаеве.
- «Комсомолец» — погибшая в 1989 году советская АПЛ
- «Ленинский комсомол» — атомная подводная лодка проекта 627(А)

Другие:
- Малая Октябрьская детская железная дорога имени XXX-летия ВЛКСМ
- 1283 Комсомолия — малая планета, названная в честь XI съезда ВЛКСМ[57]
- Байкало-Амурская железная дорога имени Ленинского комсомола (БАМ)

## В культуре
В живописи
- «Приём в комсомол», картина Сергея Григорьева (1949, Сталинская премия II степени за 1950 год)

В музыке
- «Комсомольская песня» (Комсомольцы-добровольцы), музыка М. Фрадкина, слова Е. Долматовского, 1957 год.
- «Марш весёлых ребят», музыка И. Дунаевского, слова В. Лебедева-Кумача, 1934 год (в фильме «Весёлые ребята» исполняется её неполная версия)[58][59].
- «Марш комсомола», музыка Александра Александрова, слова Сергея Алымова, 1936 год[60].
- «Комсомол, комсомол, комсомол», музыка Г. Мовсесяна, слова В. Сухорадо, 1976 год[61]
- «Любовь, комсомол и весна», музыка А. Пахмутовой, слова Н. Добронравова, 1978 год[62].
- Песня «Комсомольцы» барда Александра Мурзакова[63].
- «Только так победим!» («Ленин, партия, комсомол!»), музыка А. Н. Пахмутовой, стихи Н. Н. Добронравова[64].
- «Запишите меня в комсомол» (муз. Ю.Чичкова, сл. В.Котова)
- «Комсомольцы 20-го года» (муз. О.Фельцмана, сл. В.Войновича)
- «Комсомольская песня» (муз. О.Иванова, сл. В.Харитонова)
- «Комсомольский марш» (муз. А.Мажукова, сл. Л.Кретова)
- «Удивительное дело — комсомольские года» (муз. А.Флярковского, сл. В.Семернина)
- «Строит комсомол» (муз. А.Мажукова, сл. Д.Усманова)
- «Комсомол, комсомол» (муз. Э. Колмановского, сл. Е. Долматовского)
- «Мы поём о Комсомольске» (муз. А. Пахмутовой, сл. Н. Добронравова)
- Noize MC «Come $ome All (Тоталитарный трэпъ)»
- «Комсомольский отряд боевой» (сл. С. Пенькова, муз. Е. и Д. Клоповские, исполняет белгородский комсомольский хор «Искра»[65]

В кинематографе
- «Комсомольск» о комсомольцах строителях города Комсомольск-на-Амуре в 1932 году; 1938.
- «Они были первыми» о комсомольцах 1920-х годов; 1956.
- «Павел Корчагин», «Как закалялась сталь» о комсомольцах 1920-х; несколько фильмов разных лет.
- «Добровольцы» о комсомольцах 1930-х годов.
- «Молодая гвардия» о комсомольцах в Великой Отечественной войне; 1948.
- «ЧП районного масштаба» о комсомольцах 1980-х; 1988.
- «Семеро сыновей моих» по мотивам «Комсомольской поэмы» Самеда Вургуна.
- Завтрак на траве
- В моей смерти прошу винить Клаву К.
- Большая перемена
- Вам и не снилось…
- Пассажир с «Экватора»
- Синие ночи
- Юркины рассветы
- И это всё о нём
- Слово пацана. Кровь на асфальте

В филателии

Почтовые марки СССР
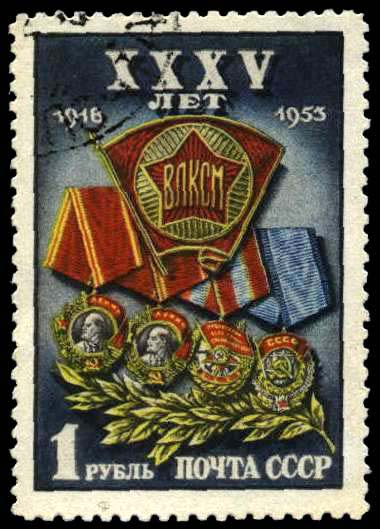
Почта СССР, 1953 г. XXXV лет ВЛКСМ. Значок ВЛКСМ на фоне орденов-наград комсомола
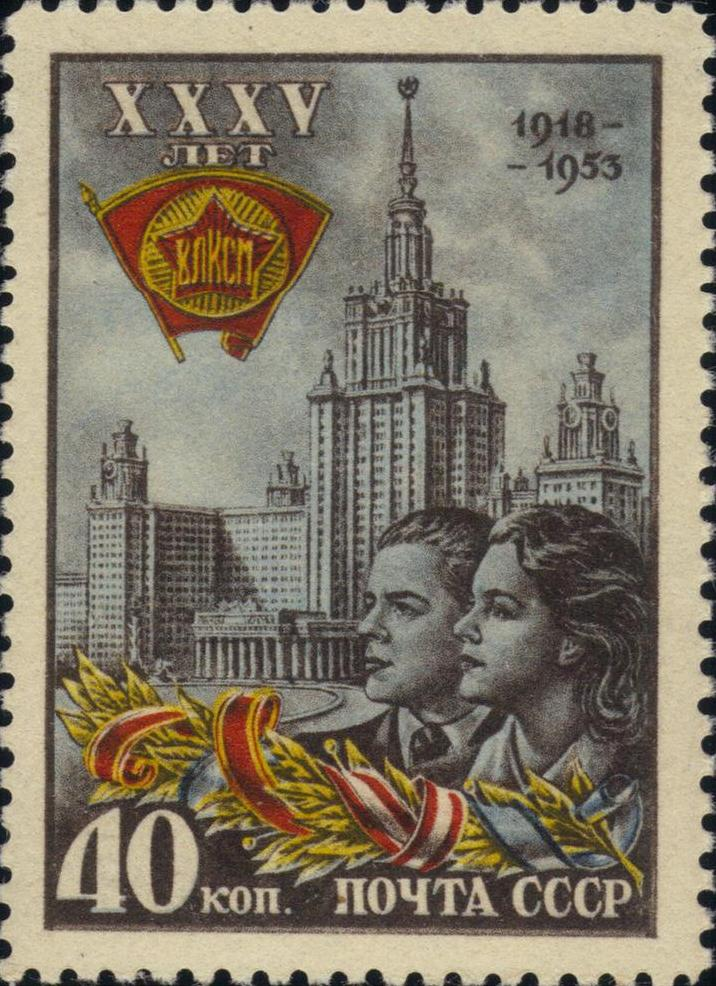
Почта СССР, 1953 г. XXXV лет ВЛКСМ. Комсомольцы на фоне МГУ
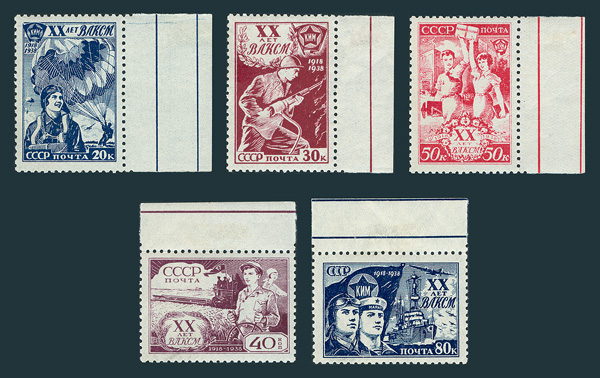
Почта СССР, 1938 г. «XX лет ВЛКСМ», первая серия марок посвященная ВЛКСМ.
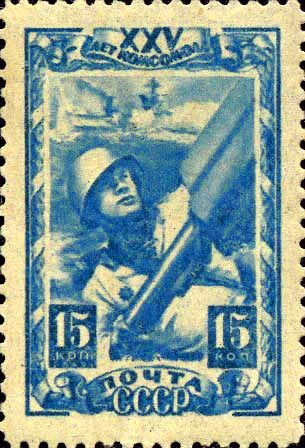
Почтовая марка СССР, 1943 год. 25-летие ВЛКСМ: Зенитчик
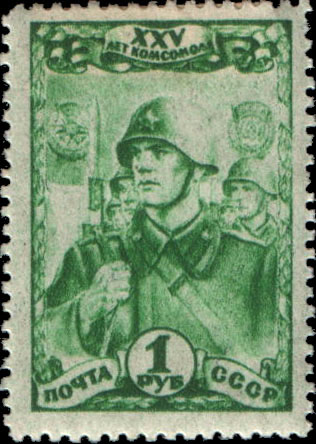
Почтовая марка СССР, 1943 год. 25-летие ВЛКСМ: Боец Красной Армии
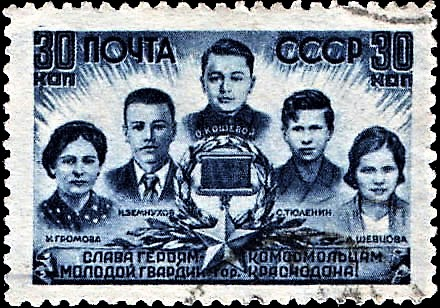
Почта СССР, 1944 г. Слава героям комсомольцам !
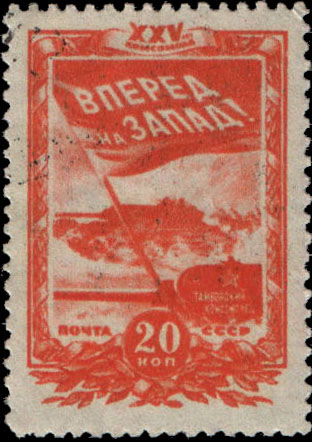
Почта СССР, 1944 год. Серия «25-летие ВЛКСМ». Танковая атака, красно-оранжевая
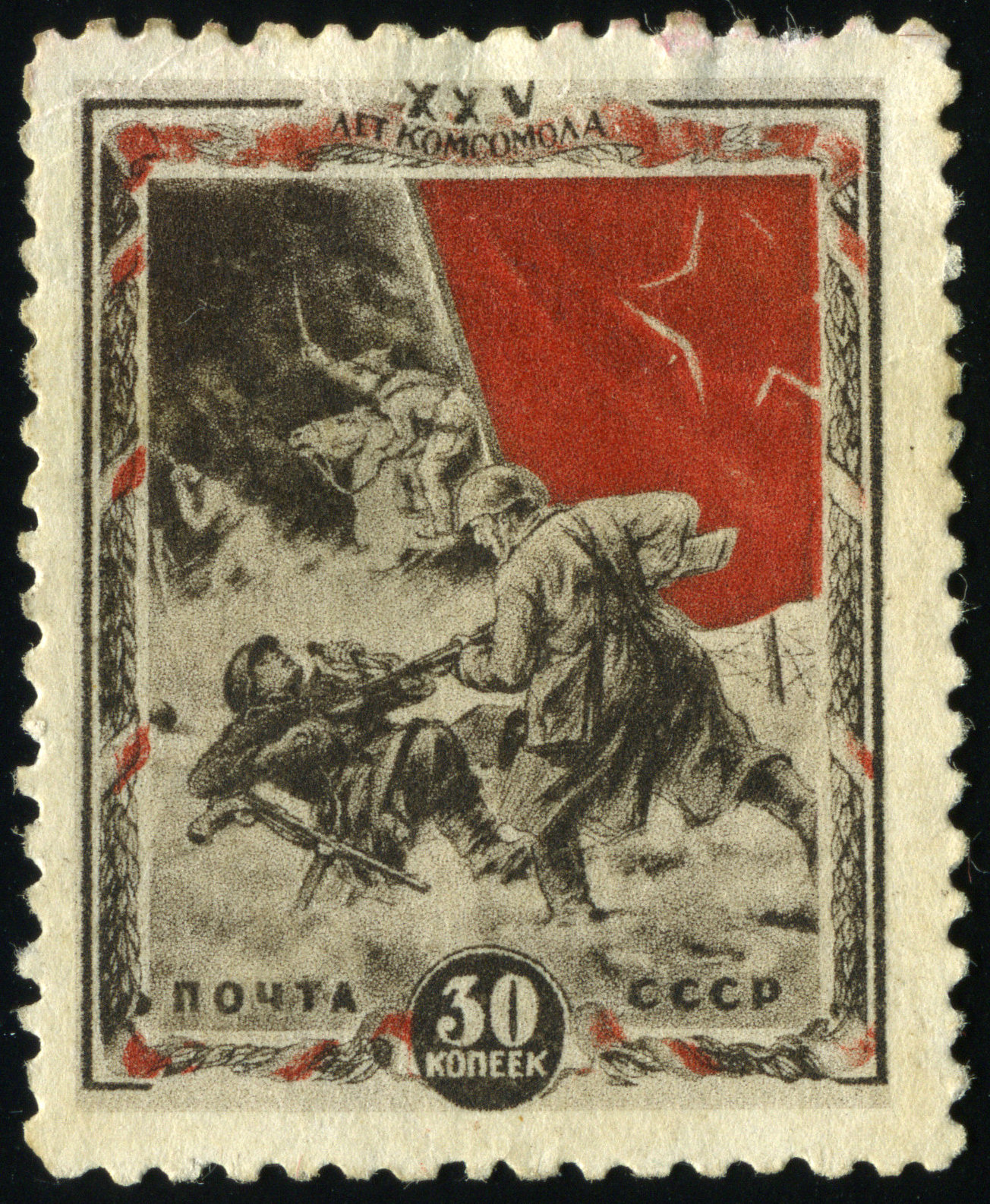
Почта СССР, 1944 год. Серия «25-летие ВЛКСМ». Рукопашный бой, коричневая, красная
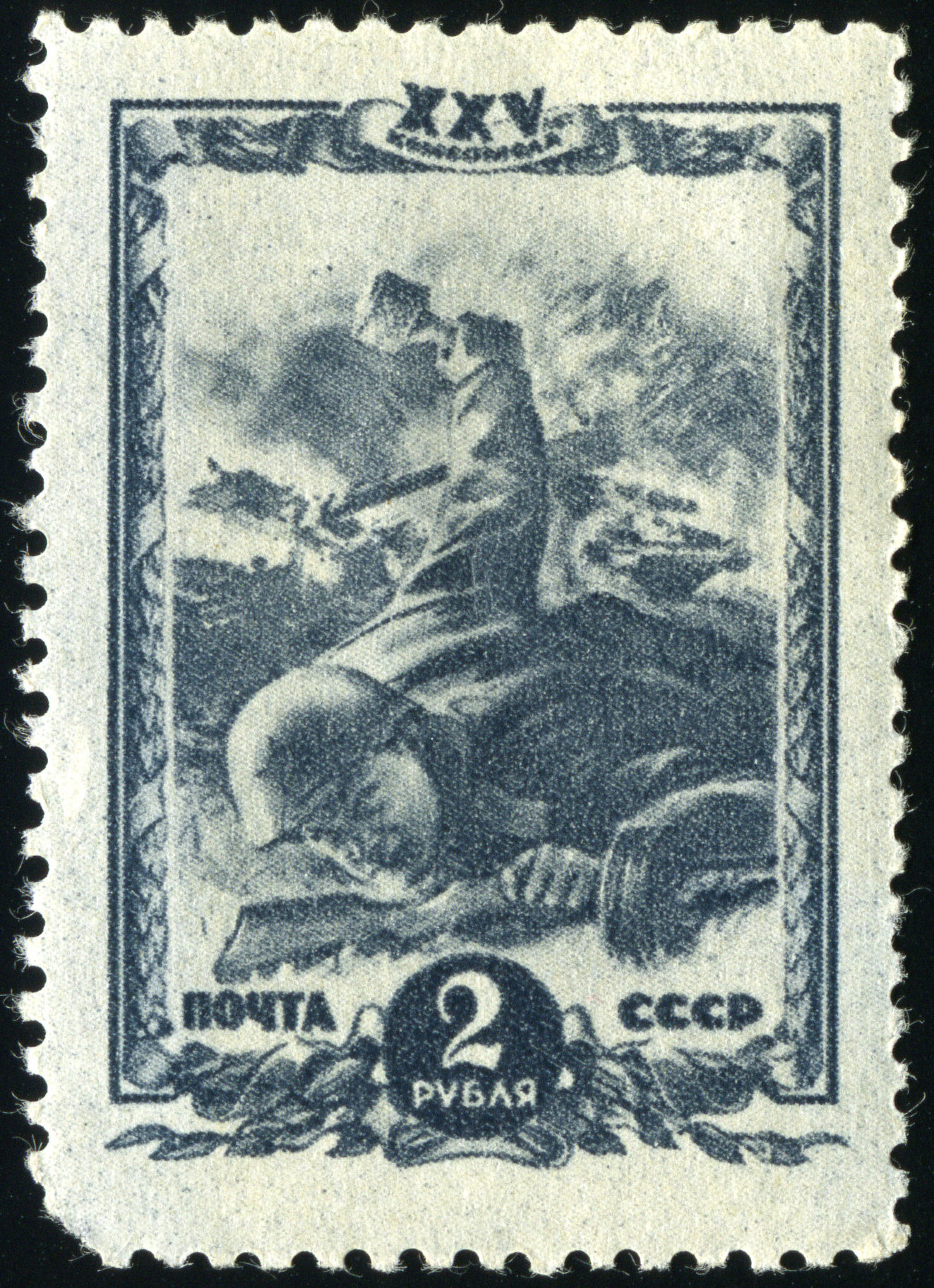
Почта СССР, 1944 год. Серия «25-летие ВЛКСМ». Боец с гранатой, чёрная, сине-зелёная
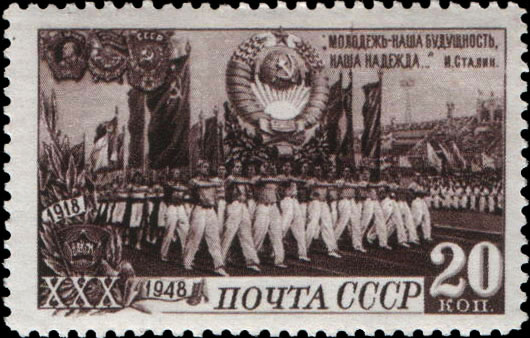
Почта СССР, 1948 год. Серия «30-летие ВЛКСМ». Физкультурный парад и цитата И.В.Сталина «Молодежь - наша будущность, наша надежда...».
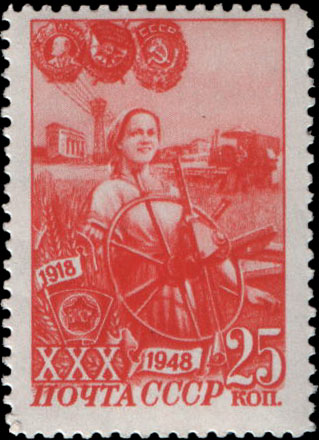
Почта СССР, 1948 год. Серия «30-летие ВЛКСМ». Комсомолка за штурвалом комбайна в поле.
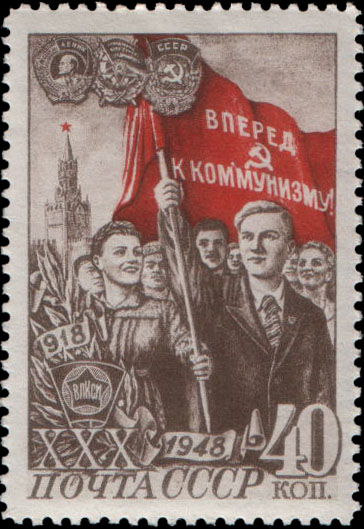
Почта СССР, 1948 год. Серия «30-летие ВЛКСМ». Комсомольцы со знаменем, на знамени лозунг «Вперед к коммунизму!».
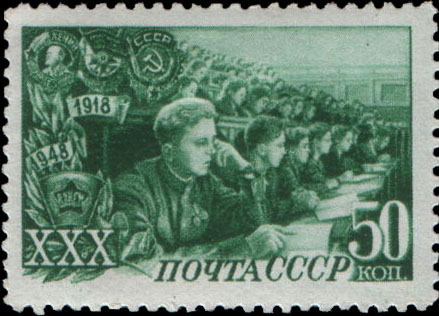
Почта СССР, 1948 год. Серия «30-летие ВЛКСМ». Комсомольцы-студенты.
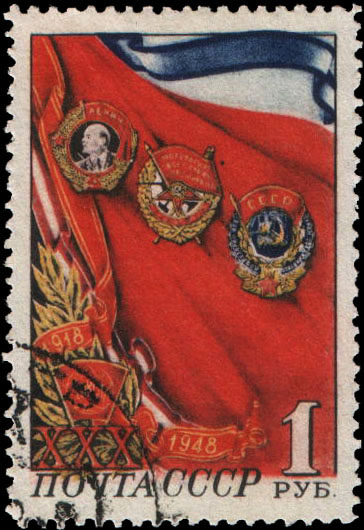
Почта СССР, 1948 год. Серия «30-летие ВЛКСМ». Награды комсомола
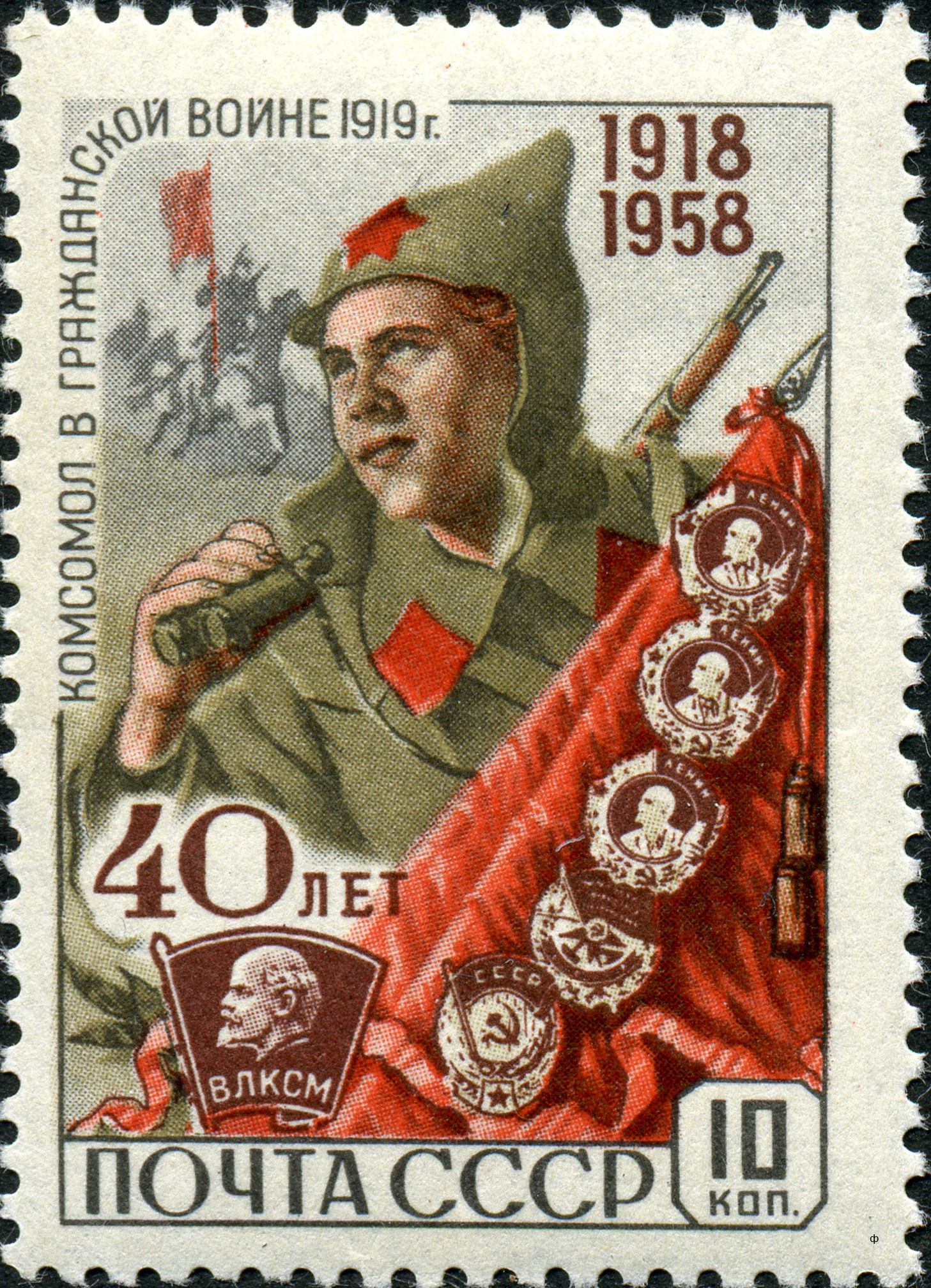
Почта СССР, 1958 г. Гражданская война
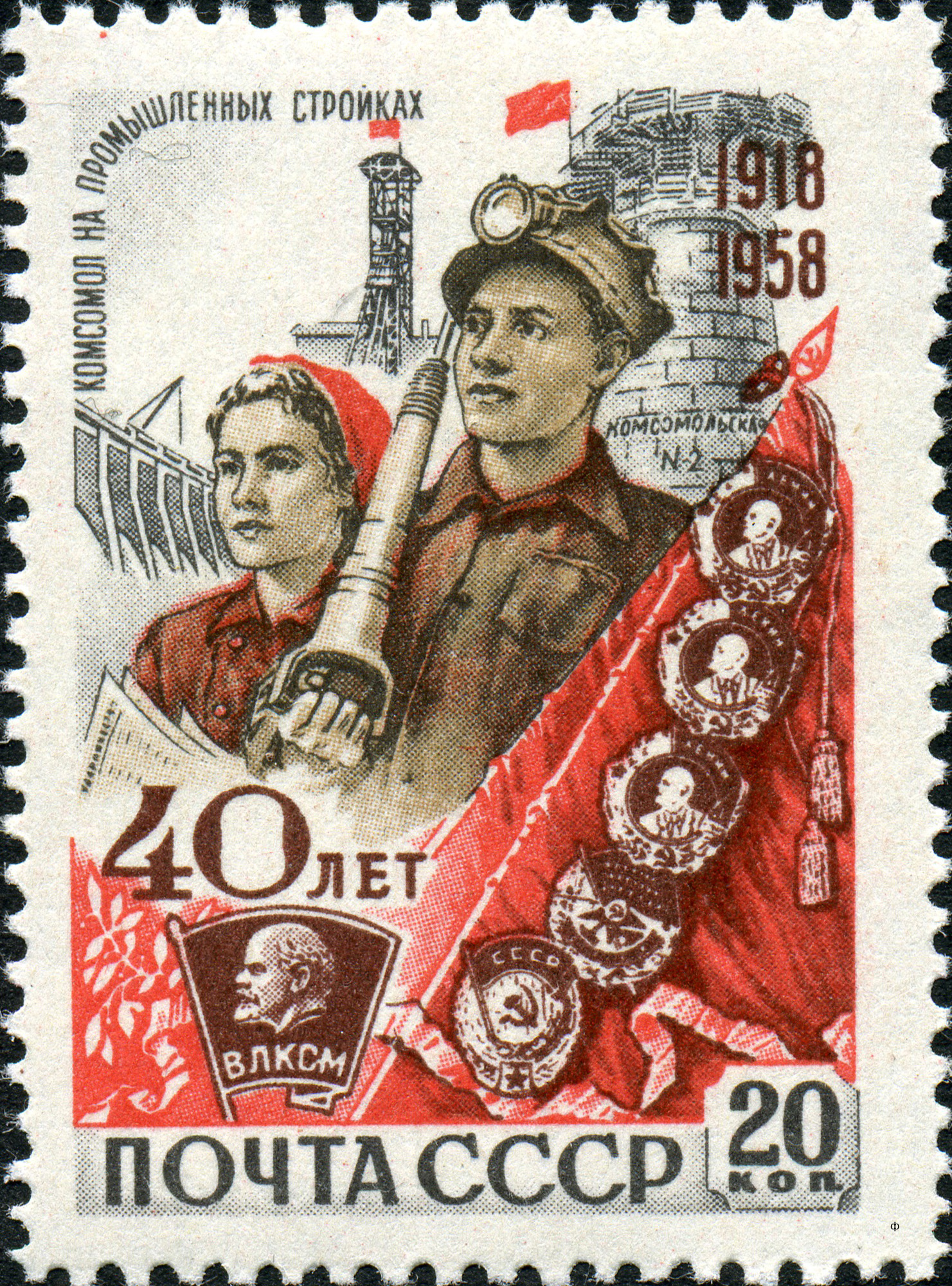
Почта СССР, 1958 г. Промышленность
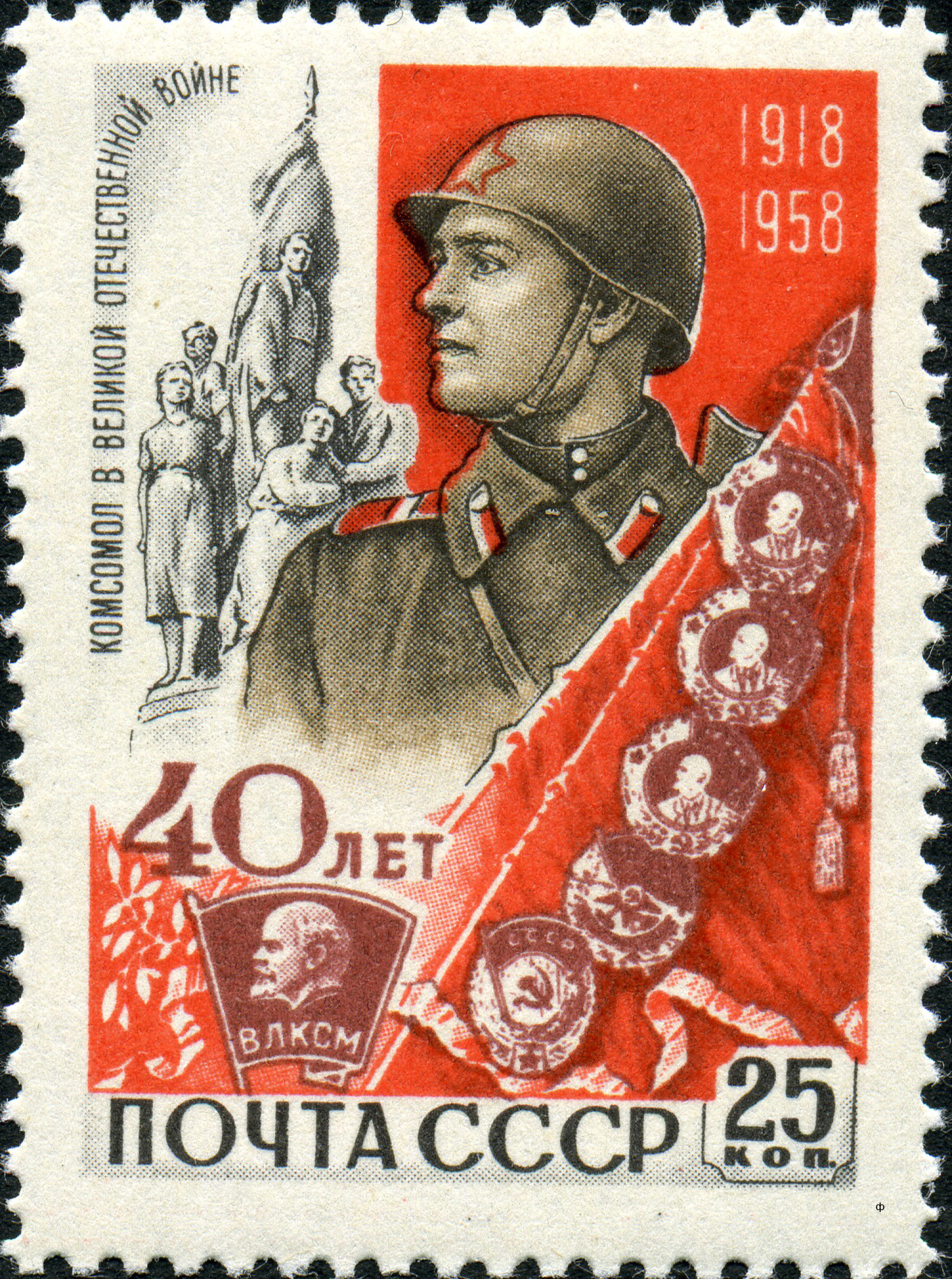
Почта СССР, 1958 г. Война
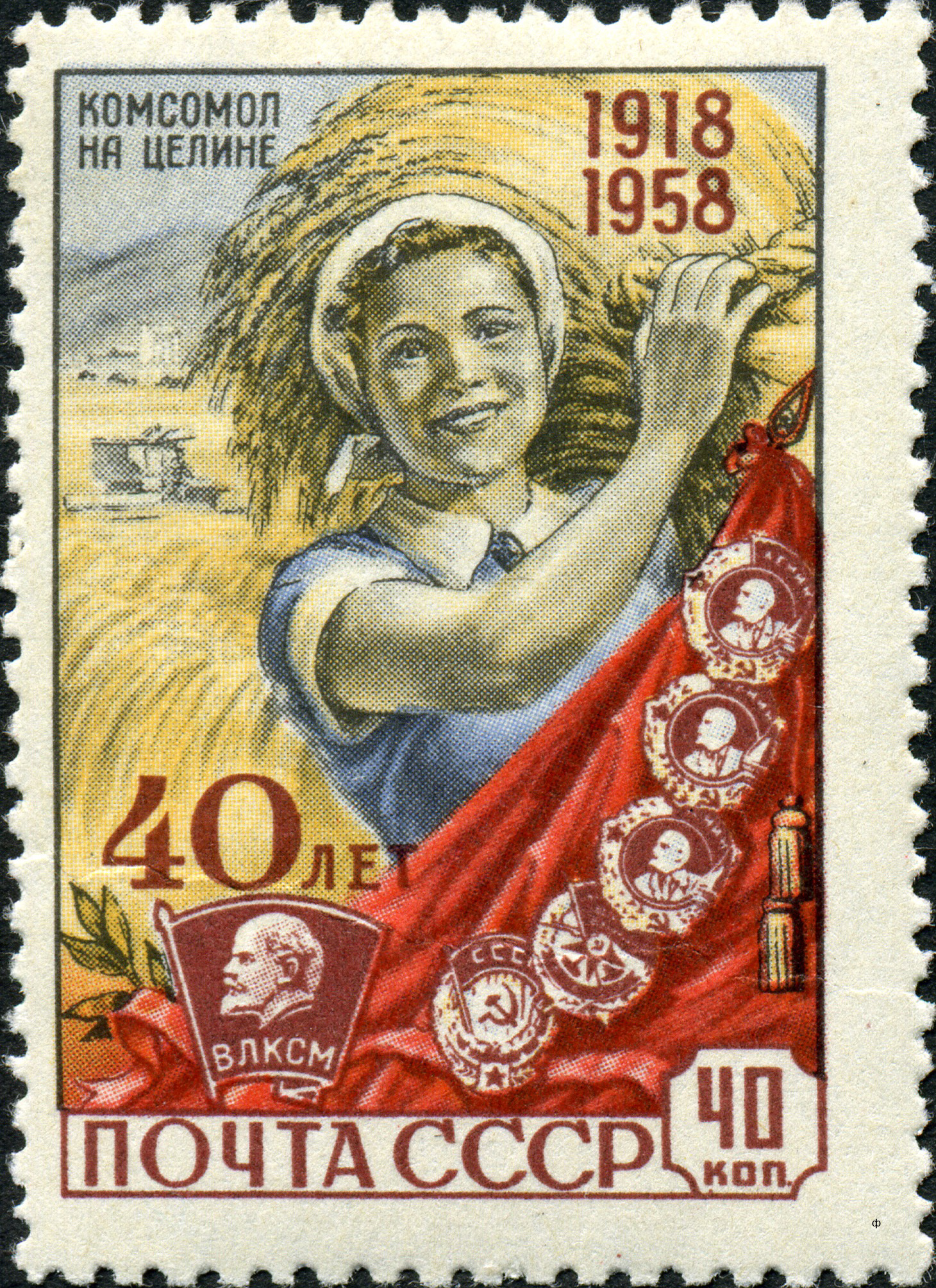
Почта СССР, 1958 г. Целина
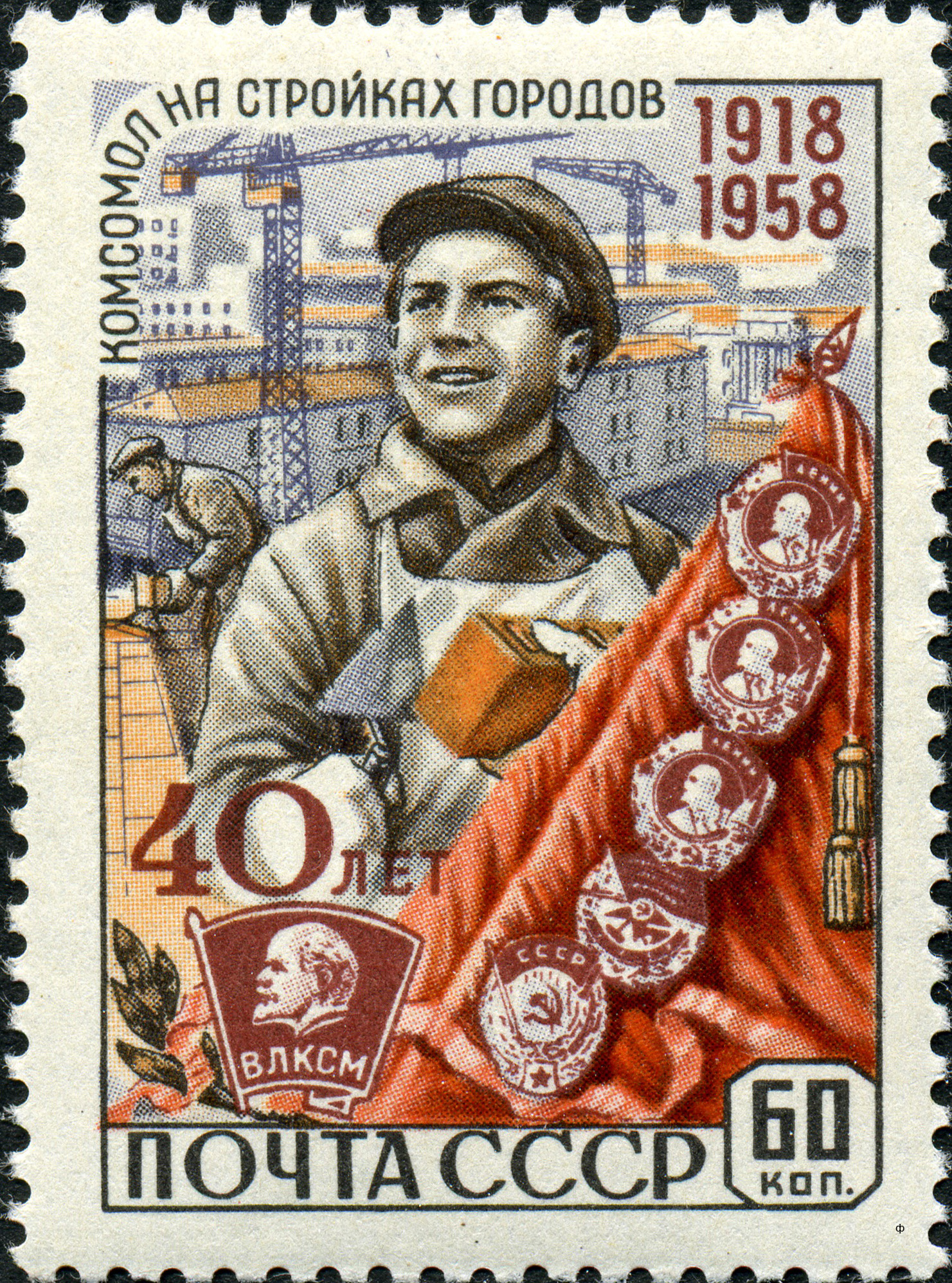
Почта СССР, 1958 г. Стройка
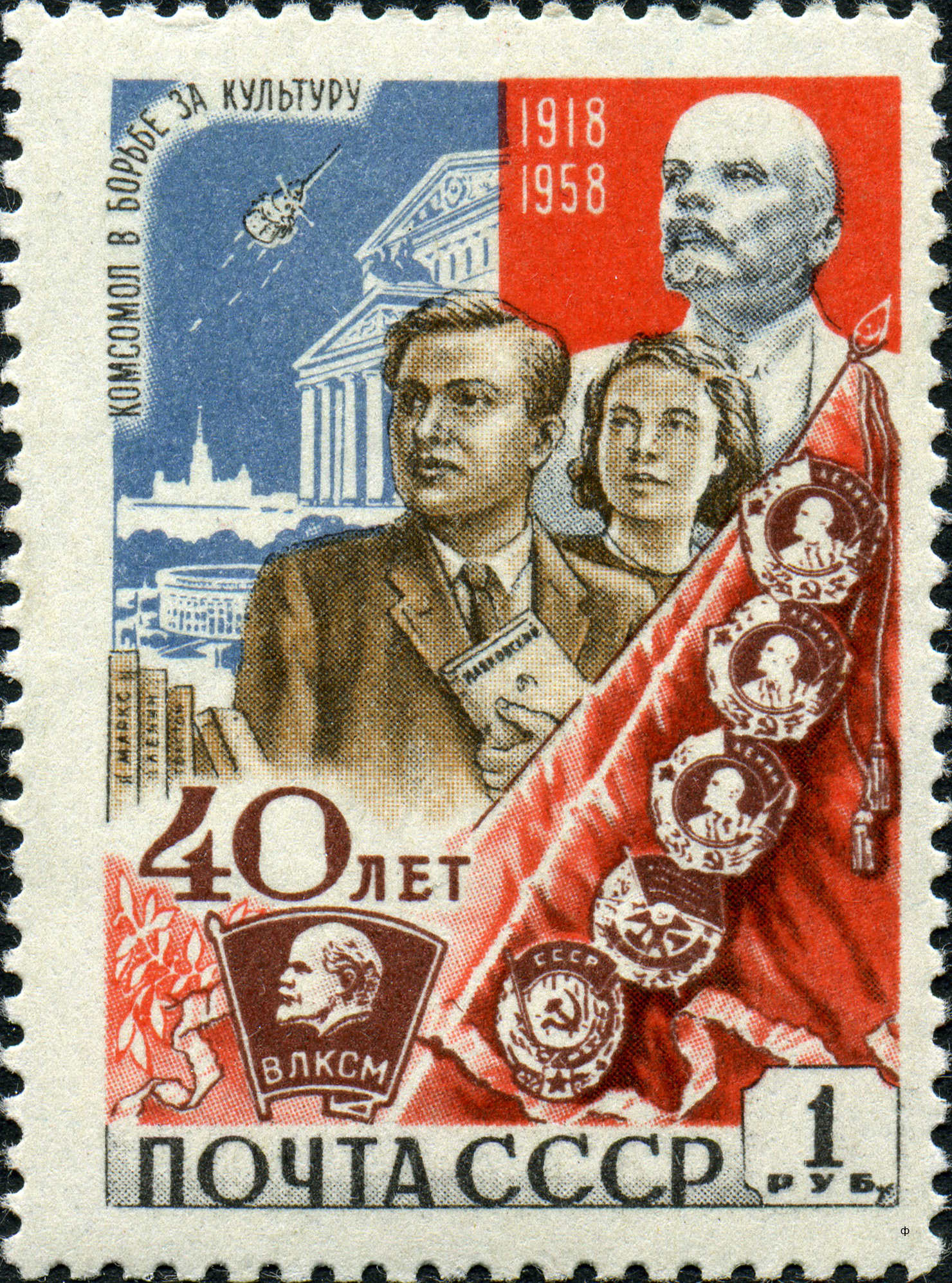
Почта СССР, 1958 г. Культура
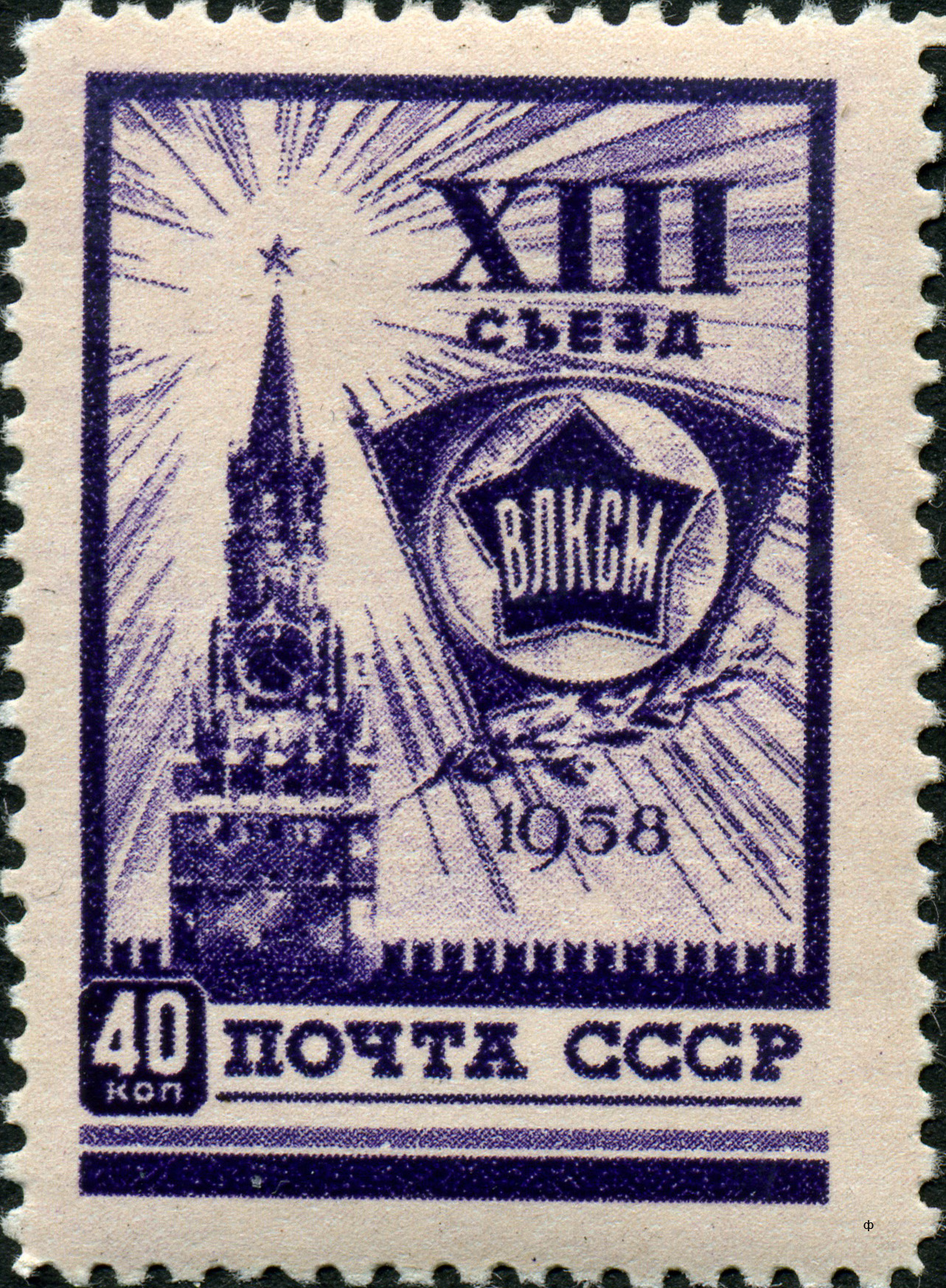
Почтовая марка 1958 года. XIII съезд ВЛКСМ
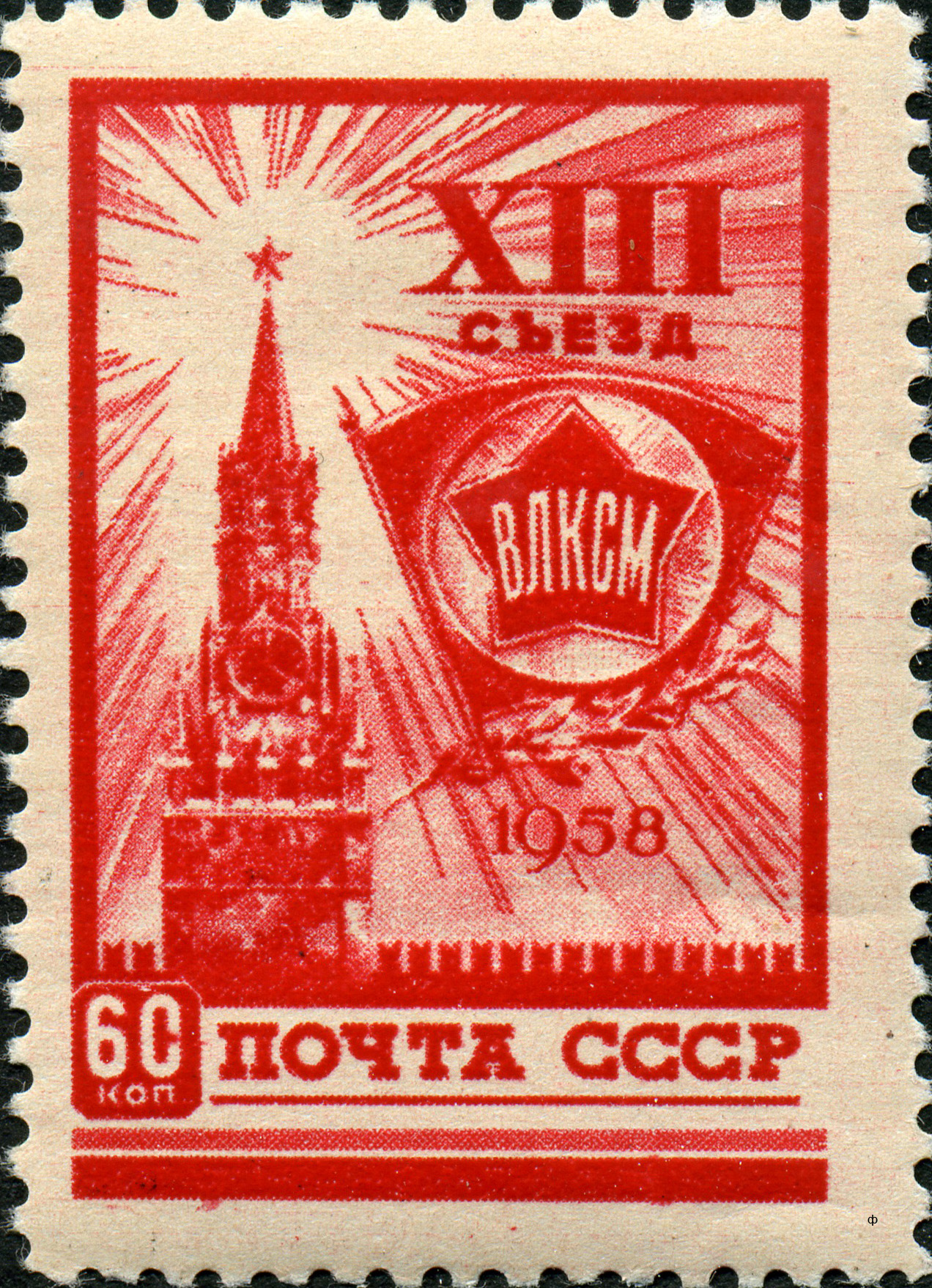
Почтовая марка 1958 года. XIII съезд ВЛКСМ
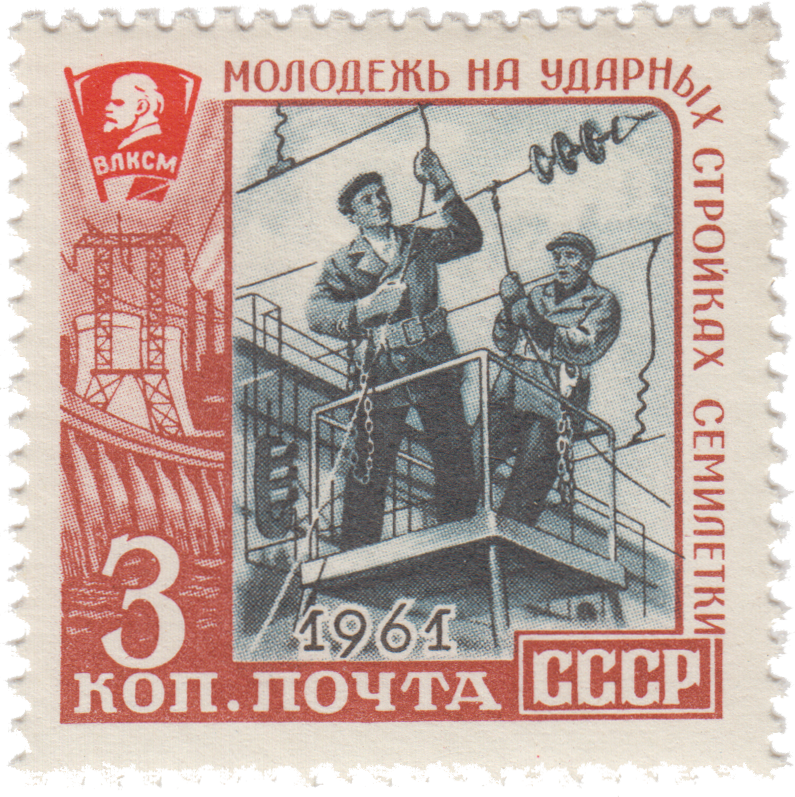
Почтовая марка СССР, 1962 год. Молодёжь на ударных стройках семилетки
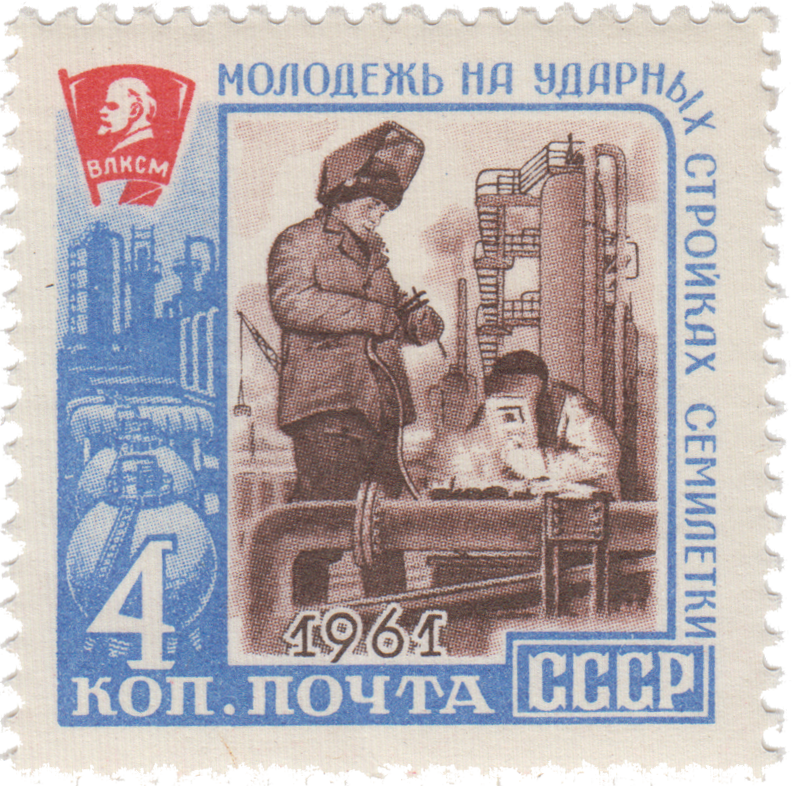
Почтовая марка СССР, 1962 год. Молодёжь на ударных стройках семилетки
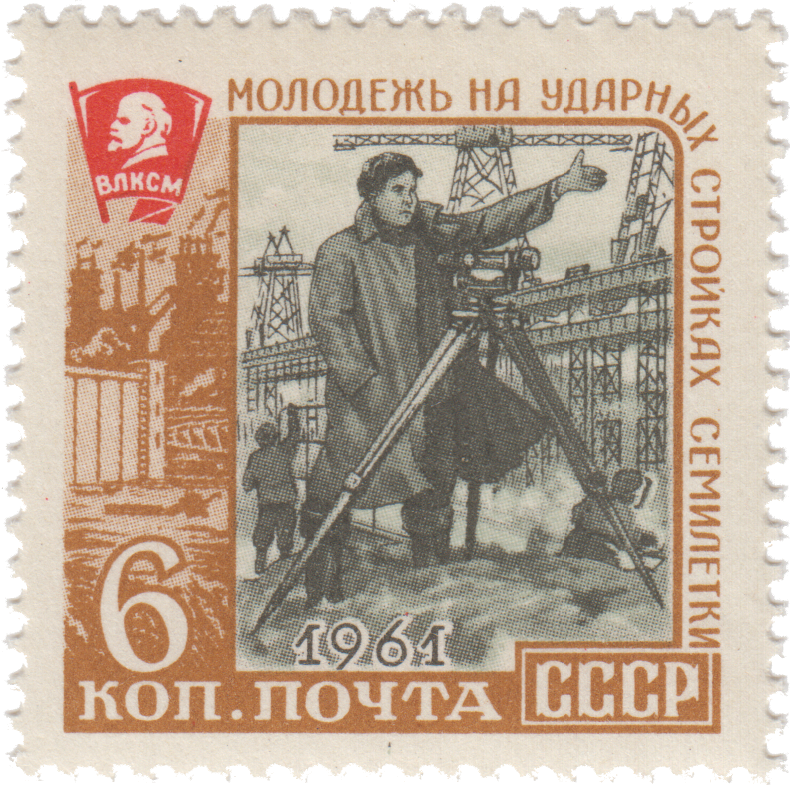
Почтовая марка СССР, 1962 год. Молодёжь на ударных стройках семилетки
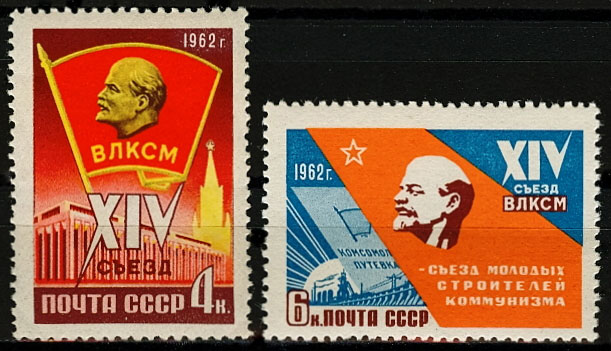
Почтовые марки 1962 года. XIV съезд ВЛКСМ

Почтовые марки России и Белоруссии
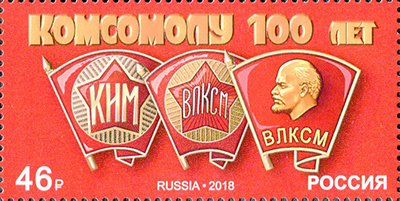
Почтовая марка России, выпущенная к 100-летию комсомола (2018 год)  (ЦФА [АО «Марка»] № 2400)
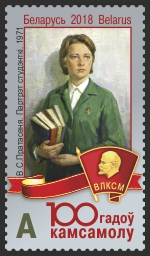
Почтовая марка Республики Беларусь 2018 года к 100-летию комсомола